# 中国茶具

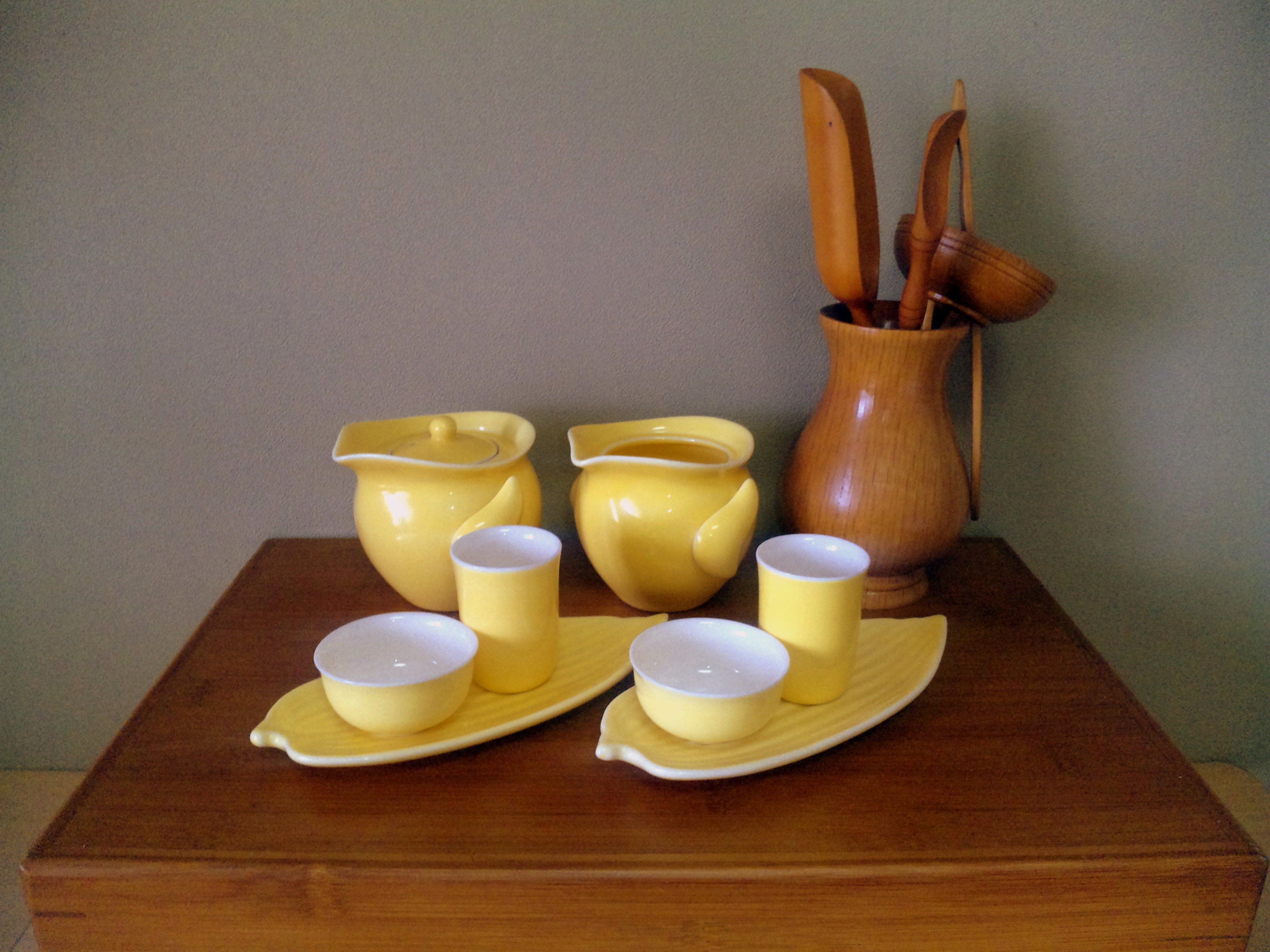
茶器のセット例。これだけあれば台湾式工夫茶を楽しめる。

中国茶具（ちゅうごくちゃぐ）では、中国茶を楽しむために使用する道具を紹介する。中国茶を楽しむために、数多くの道具が考案されている。

## 基本的な茶具

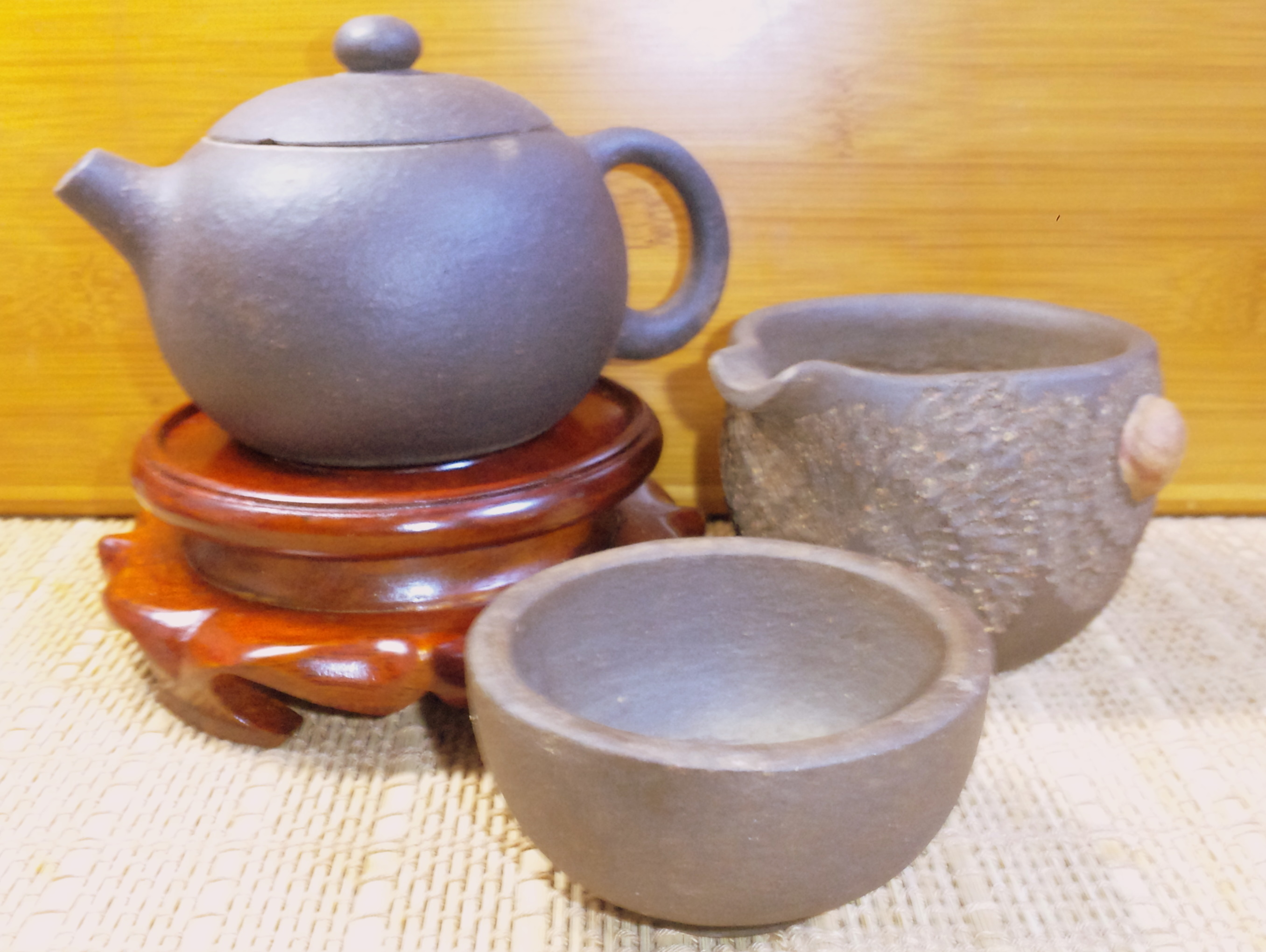
王亜琴作普洱茶用茶器 江蘇省美術協会主催「新人新作」展三等賞受賞作品

蓋椀、もしくは茶壺と茶杯があれば、中国茶を楽しむことができる。むろん、専用の道具がなくとも、急須と湯飲みで十分楽しめる。

### 蓋椀
蓋椀（ガイワン、がいわん）とは、蓋のついた茶碗である。日本の一般的な湯飲みと違い、蓋は蓋椀のなかに配置するようになっている。茶杯と同じように茶を注ぎ入れて飲むだけでなく、茶葉を蓋椀に入れて茶を抽出し、蓋を少しずらして茶杯に茶を注ぎ入れたり、直接茶を飲んだりする。茶芸の世界では品茗杯（ひんめいはい）と呼ぶ

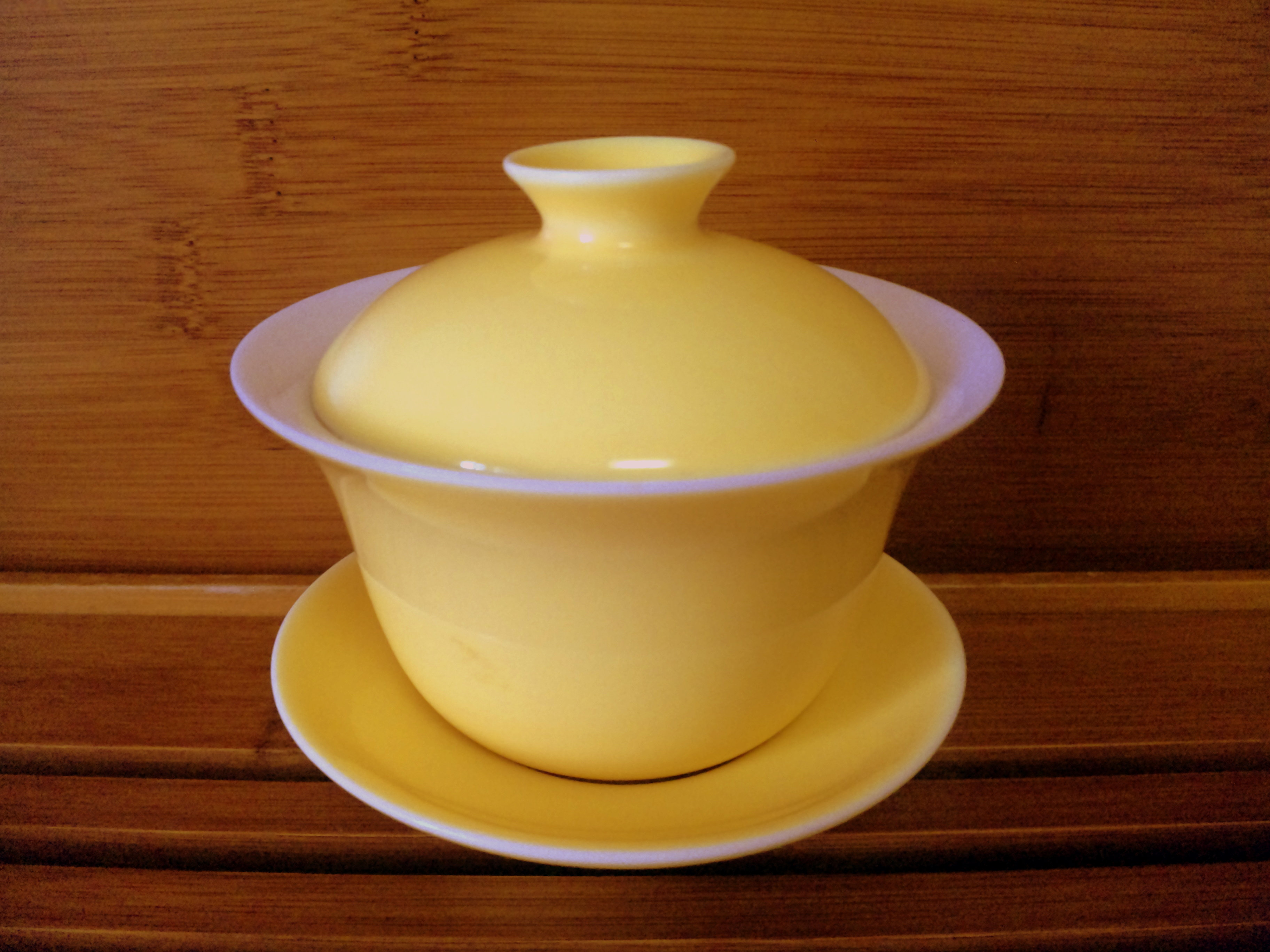
黄色い蓋椀
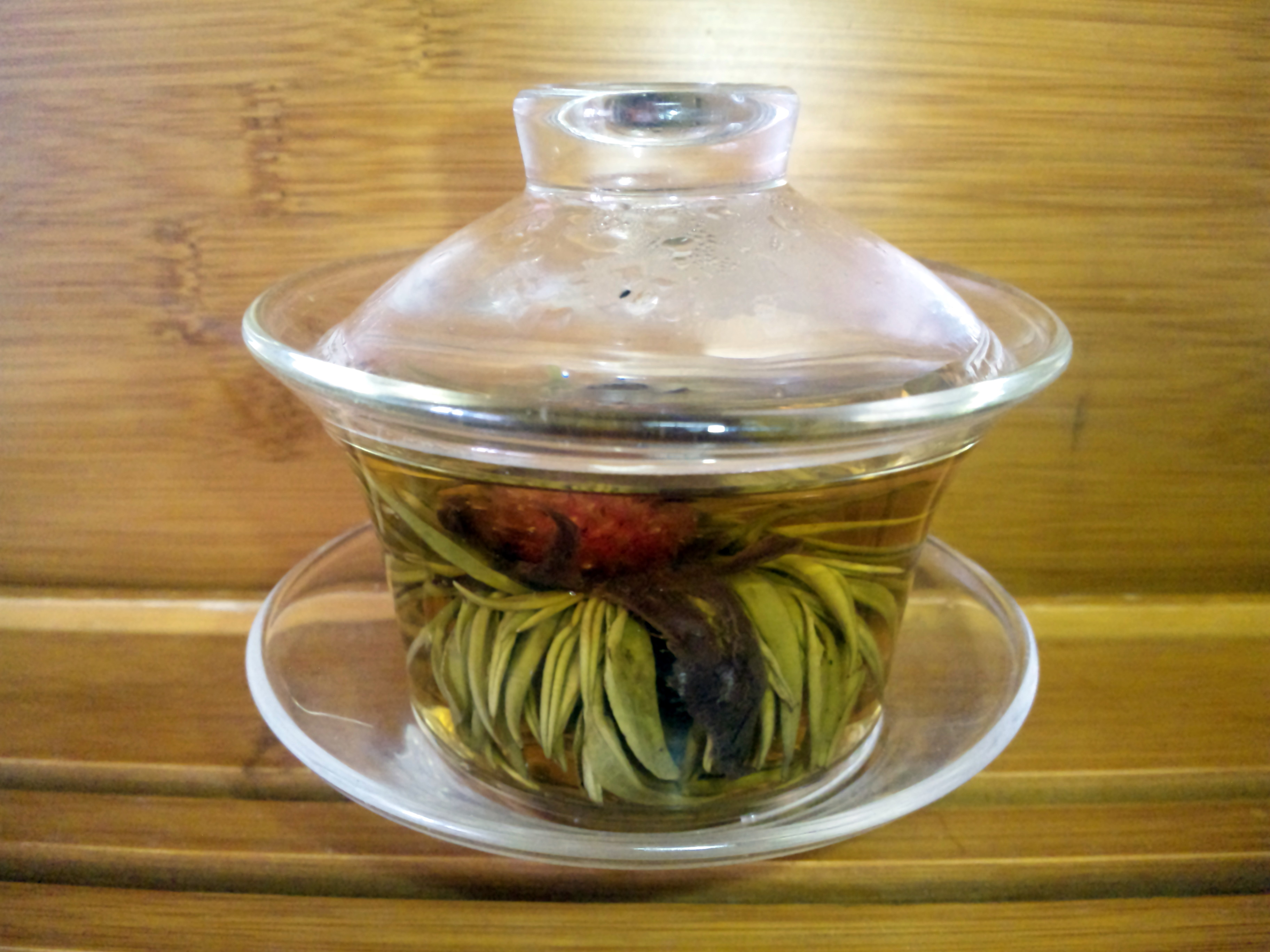
耐熱ガラス製蓋椀

### 茶壺
茶壺（チャフウ、ちゃこ）とは、いわゆる急須である。中国において、茶は、香りを重視しており、その時すぐに飲む量だけをその都度抽出するのが美味であるとされている。そのため、すぐに飲みきる量の茶を抽出できる小さなものが主流である。
使用されている材質には、磁器、陶器、耐熱ガラス等がある。
その中でも特に紫泥で作られる紫砂壺は、青茶や黒茶を煎れるのに適している。また、実用性だけではなく、芸術品としての価値も付加されている。
また、その形状も多彩である。一般的なものだけではなく、茶壺としての機能を備えた鑑賞目的のものも多く見られる。

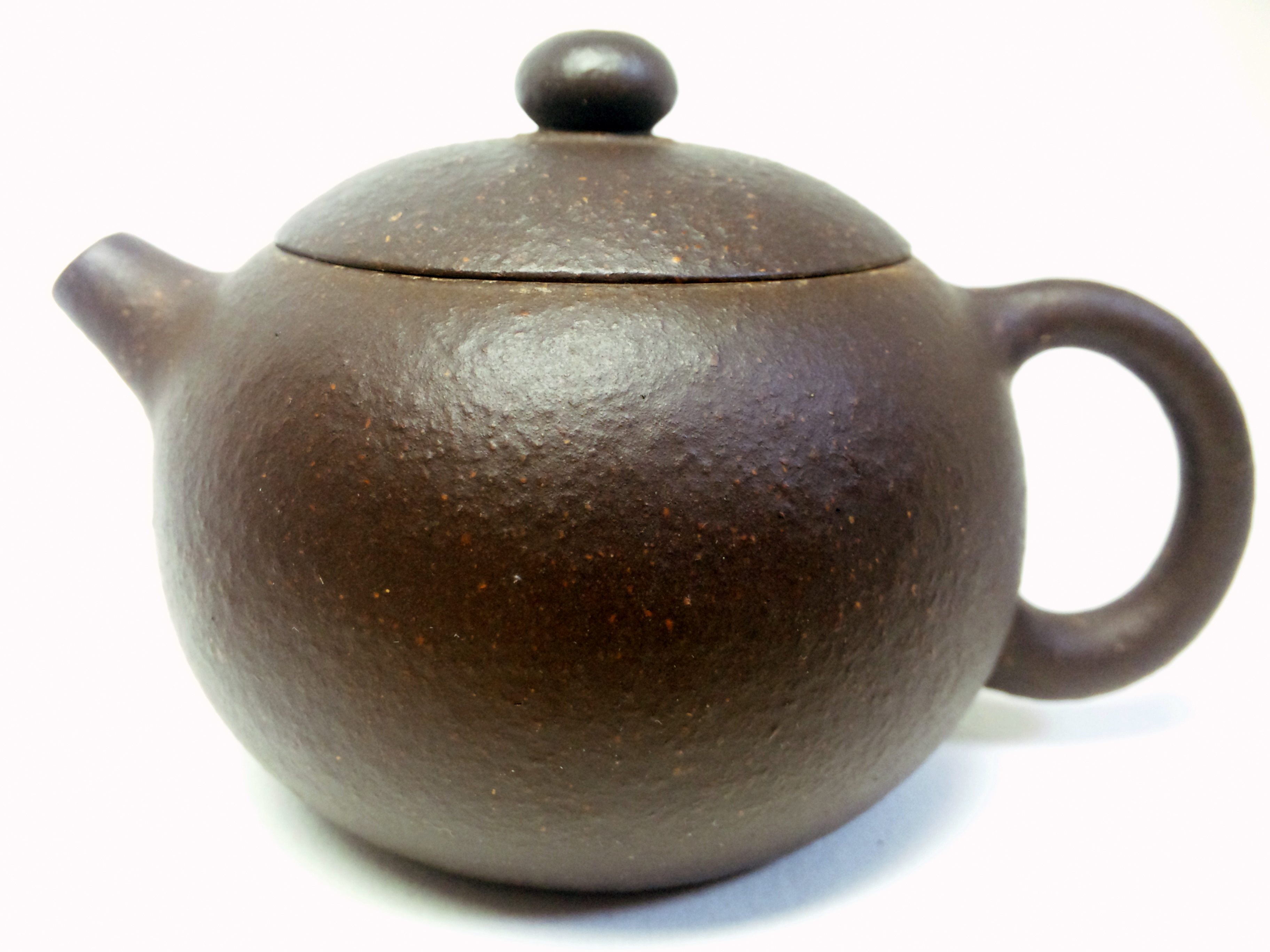
王亜琴作宜興紫砂壺『西施壺』
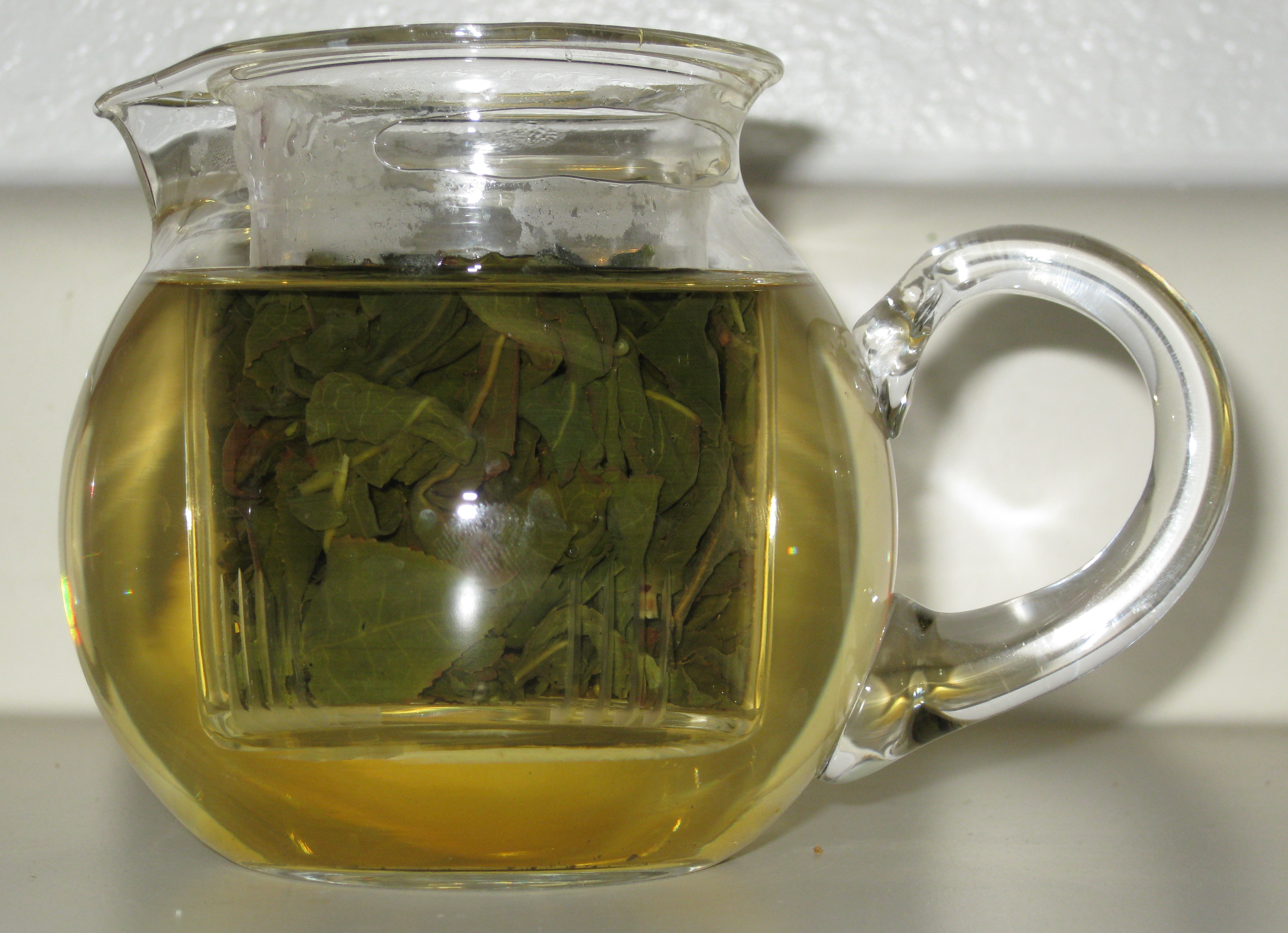
耐熱ガラス製の茶壺。同一素材の茶漉が付属している
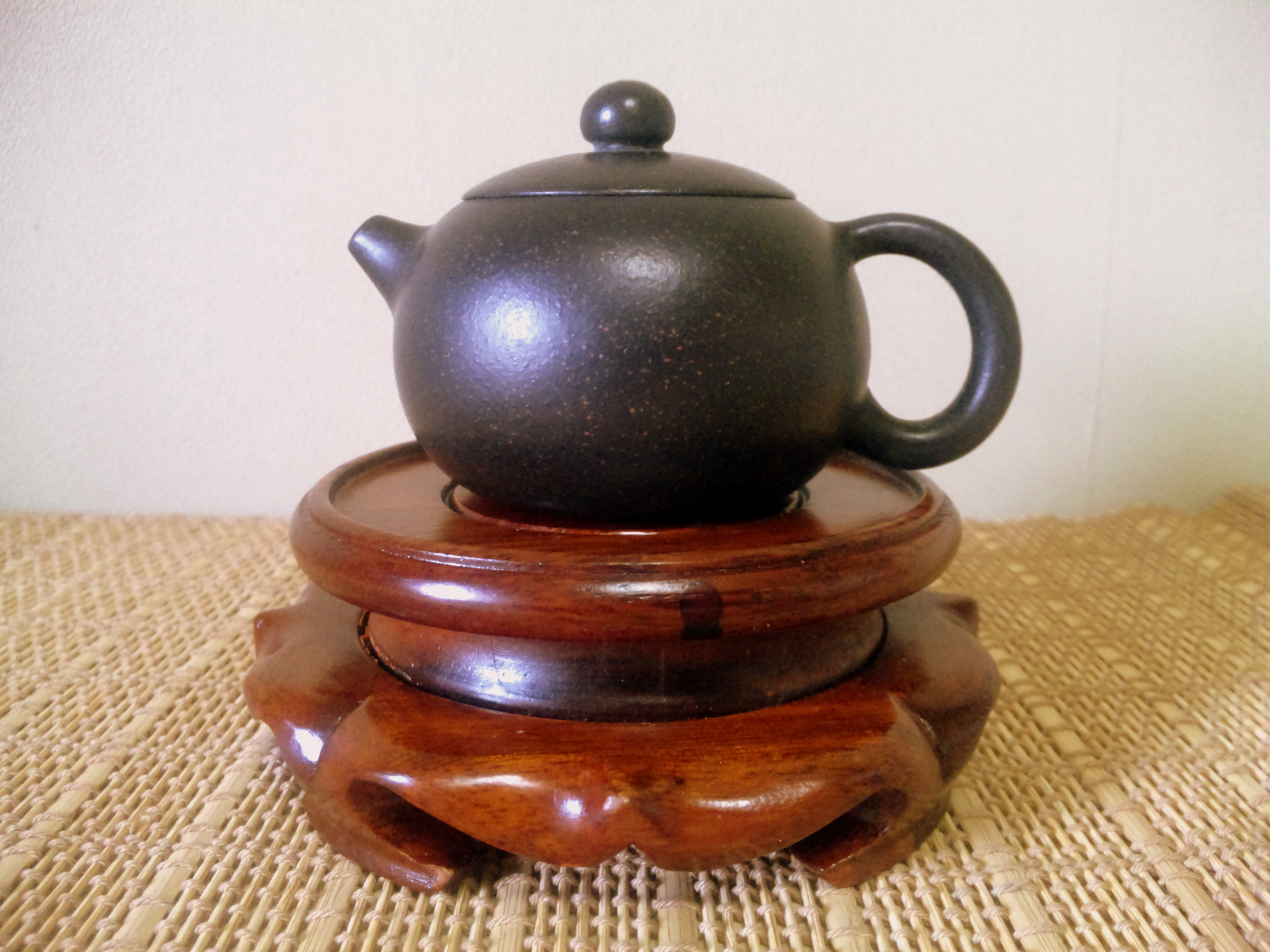
鑑賞目的のため、壺座に茶壺を乗せた様子
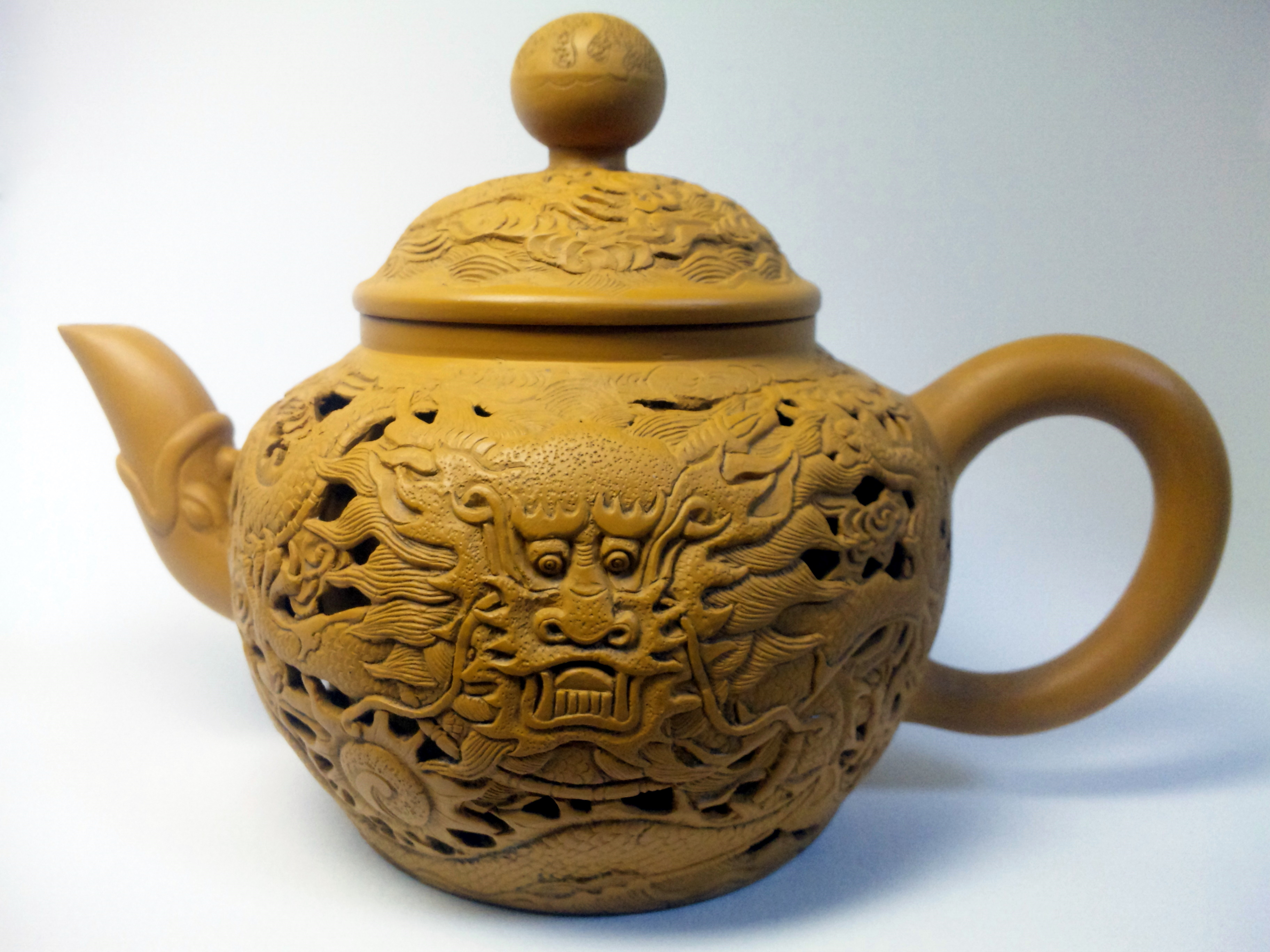
龍の彫刻を施した二重構造の紫砂壺
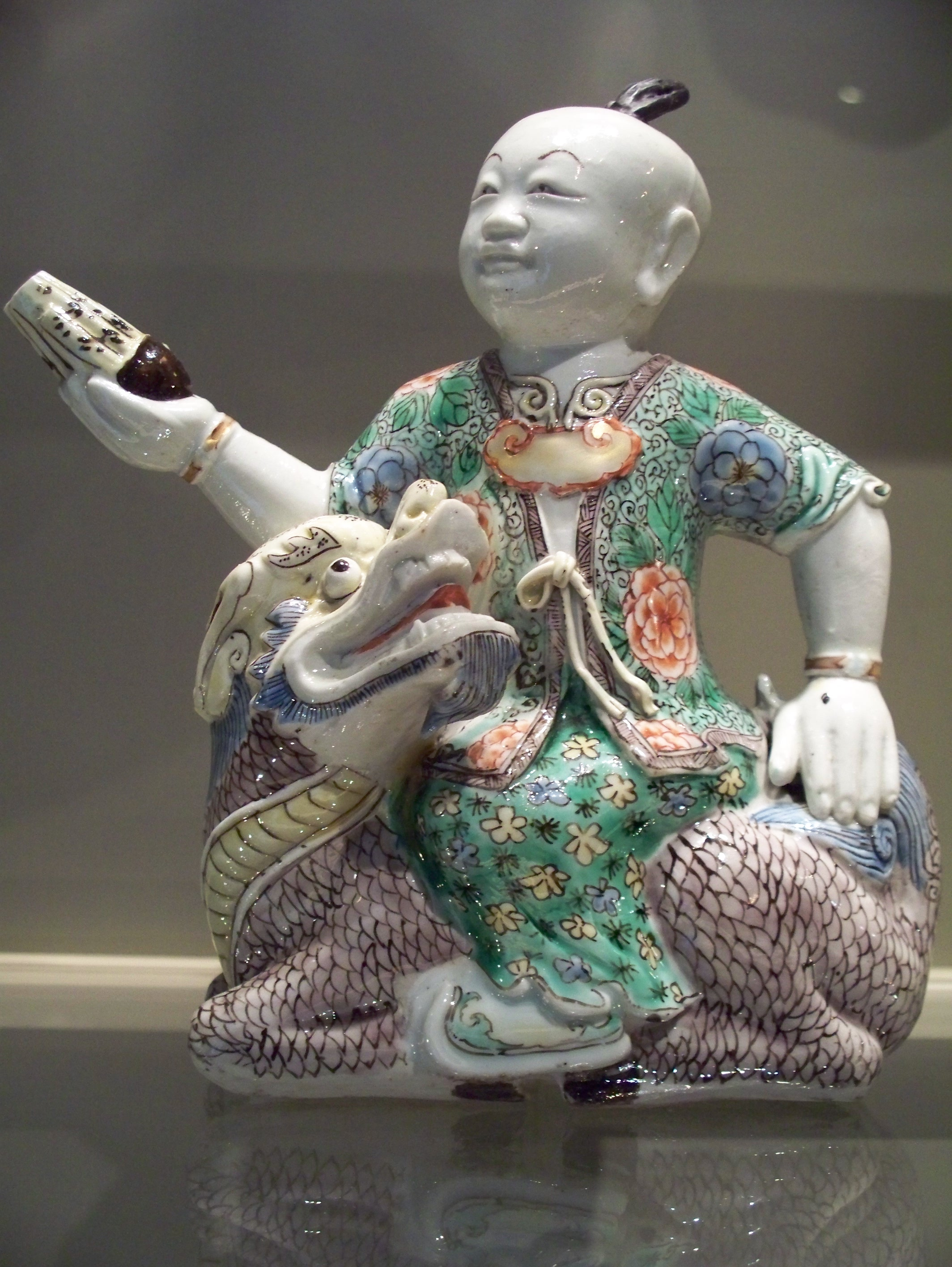
『男孩造型的茶壺』

### 茶海
茶海（チャーハイ、ちゃかい)(zh)、公道杯(こうどうはい)、茶盅(ツァーツォン)とは、茶壺から茶を一端注ぎ入れる、いわゆるピッチャーの役割を担うものである。茶海に茶を出し切ることで、複数の茶杯に注ぐ茶の濃度を均一に保つことができる。
1980年代に、コーヒーのピッチャーを模して作られたとも、清代に使われていた酒器の公道杯や公平杯に由来するとも言われている。

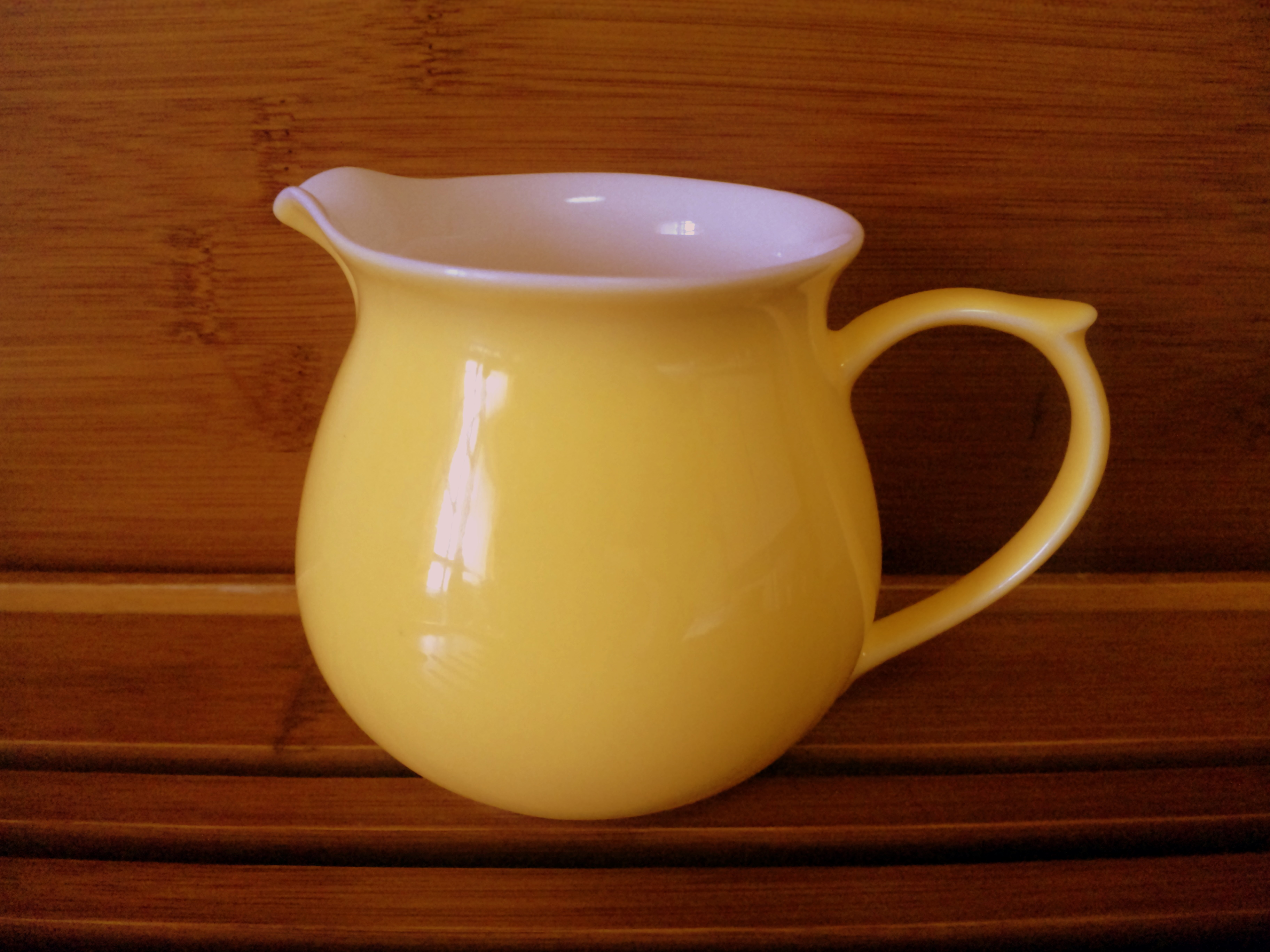
茶海
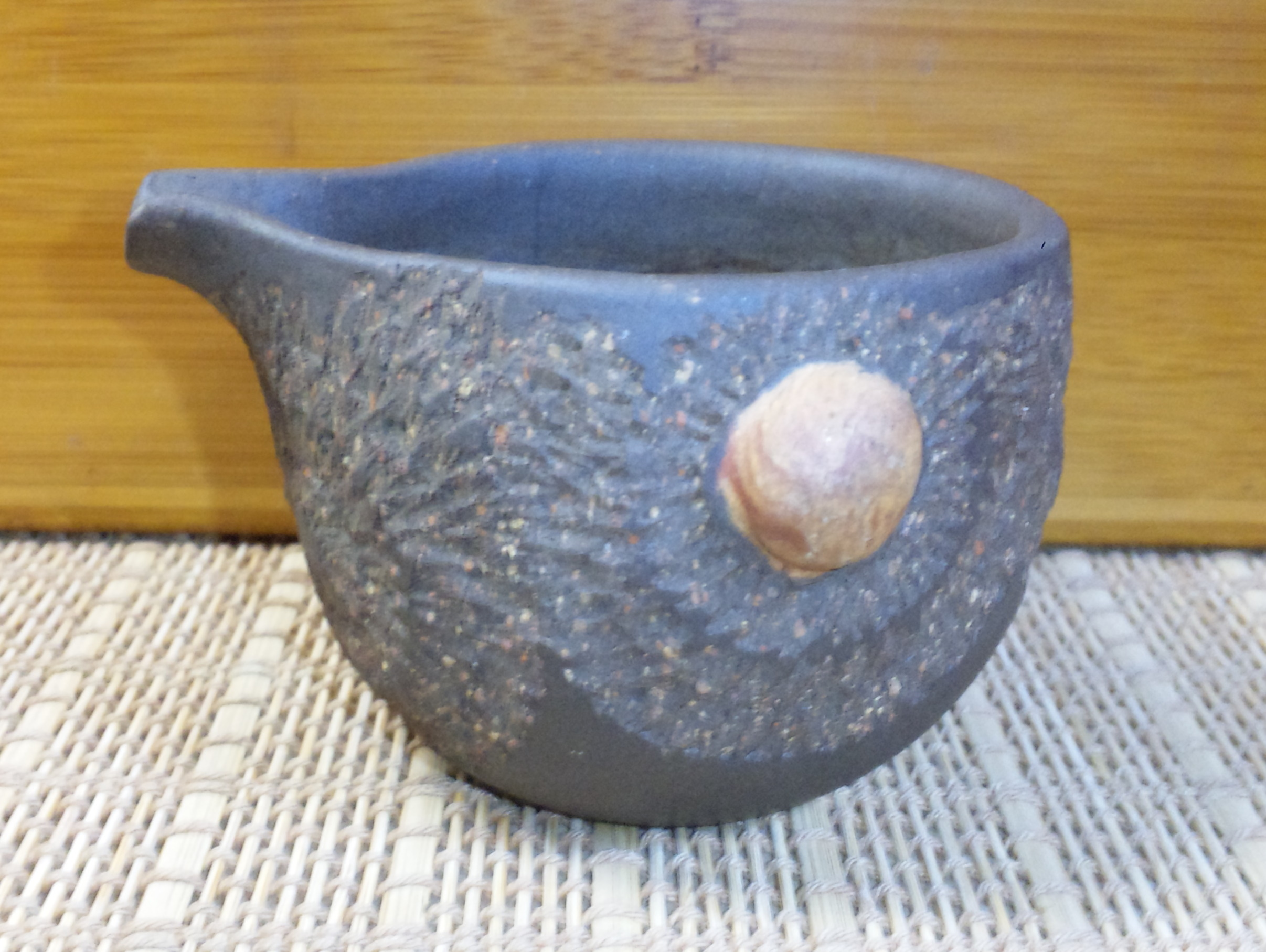
王亜琴作普洱茶用茶器・紫砂茶海
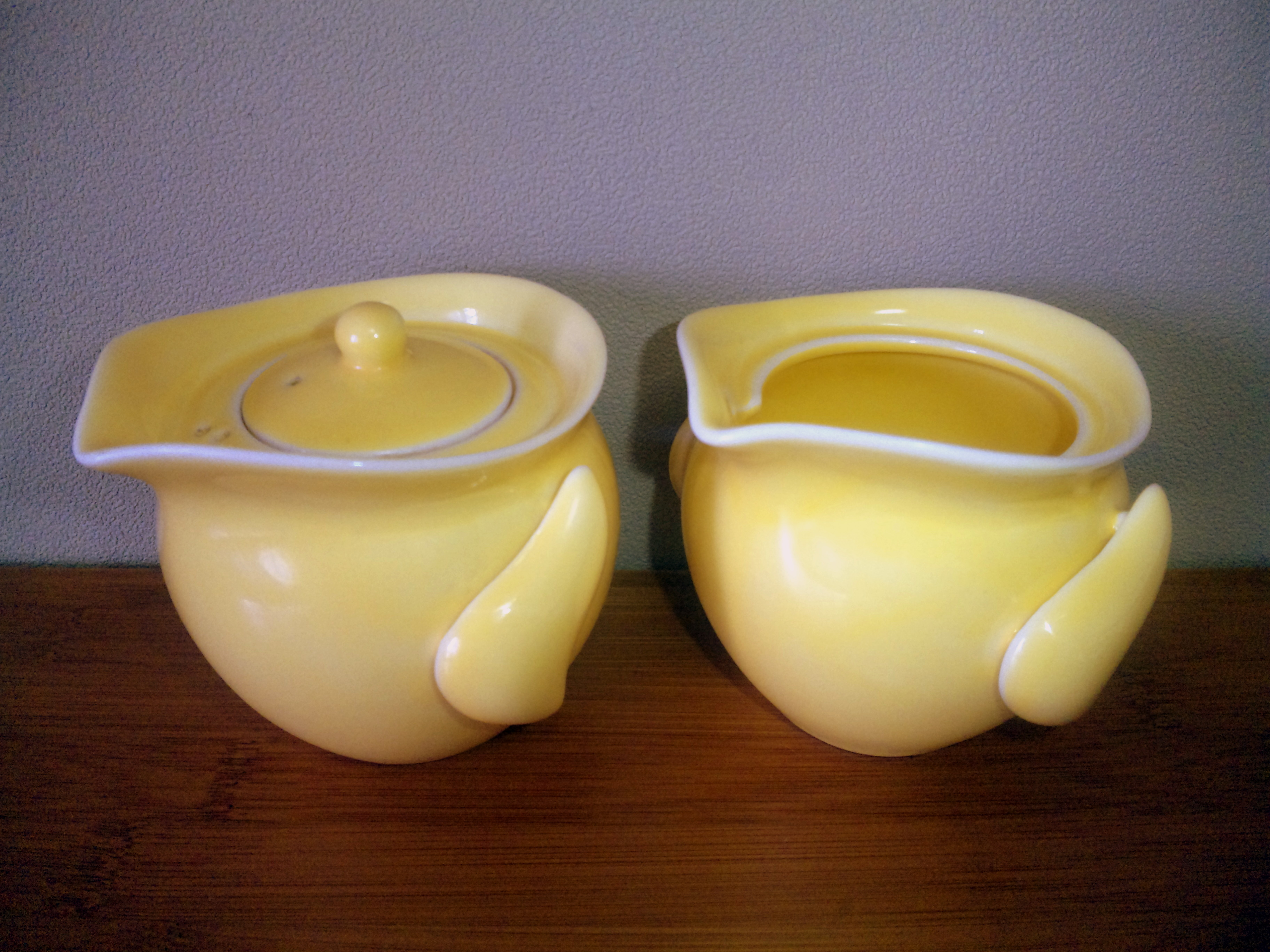
変わった形状の茶壺と茶海のセット

### 茶杯
茶杯（チャーペイ、ちゃはい）とは、茶を飲むための小さな器である。大きさは、一口で注がれた茶をすべて飲み干せる小さなものから、マグカップのような大きなものまで様々である。基本的に、蓋は付属しない。
使用されている材質には、磁器、陶器、耐熱ガラスがある。

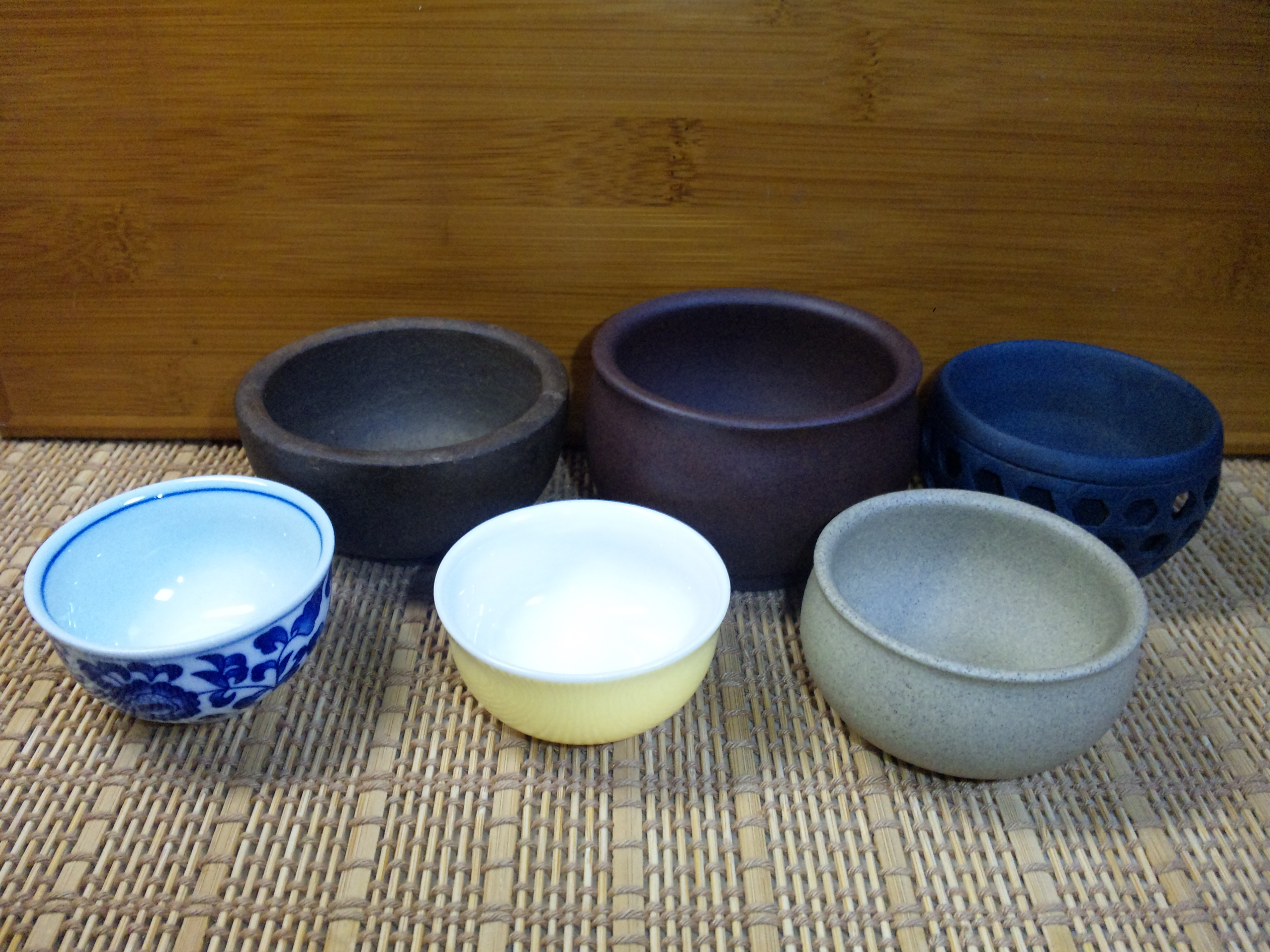
様々な茶杯。材質も形状も色々である。
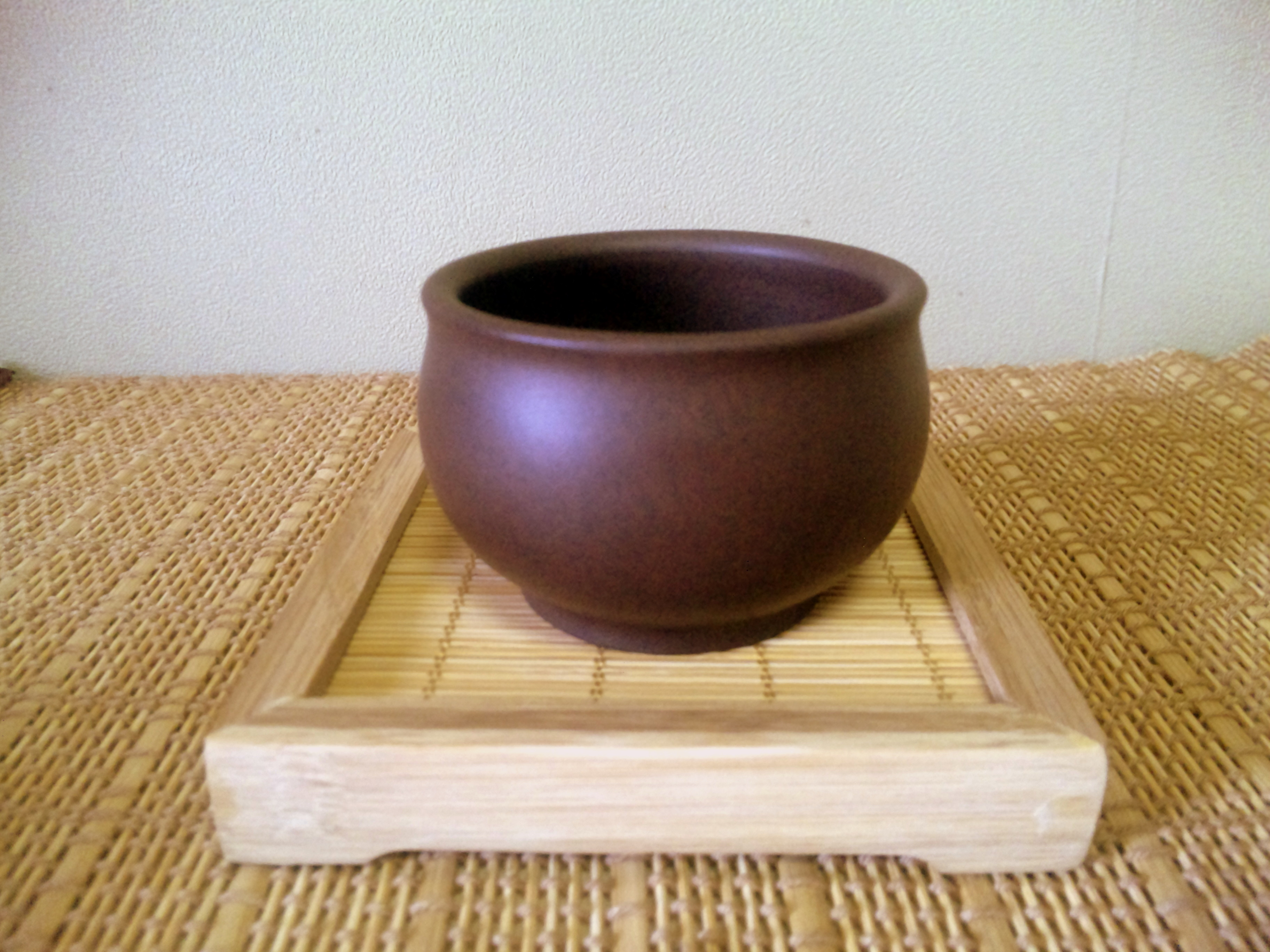
紫砂朱泥の茶杯。茶杯としては大型である。
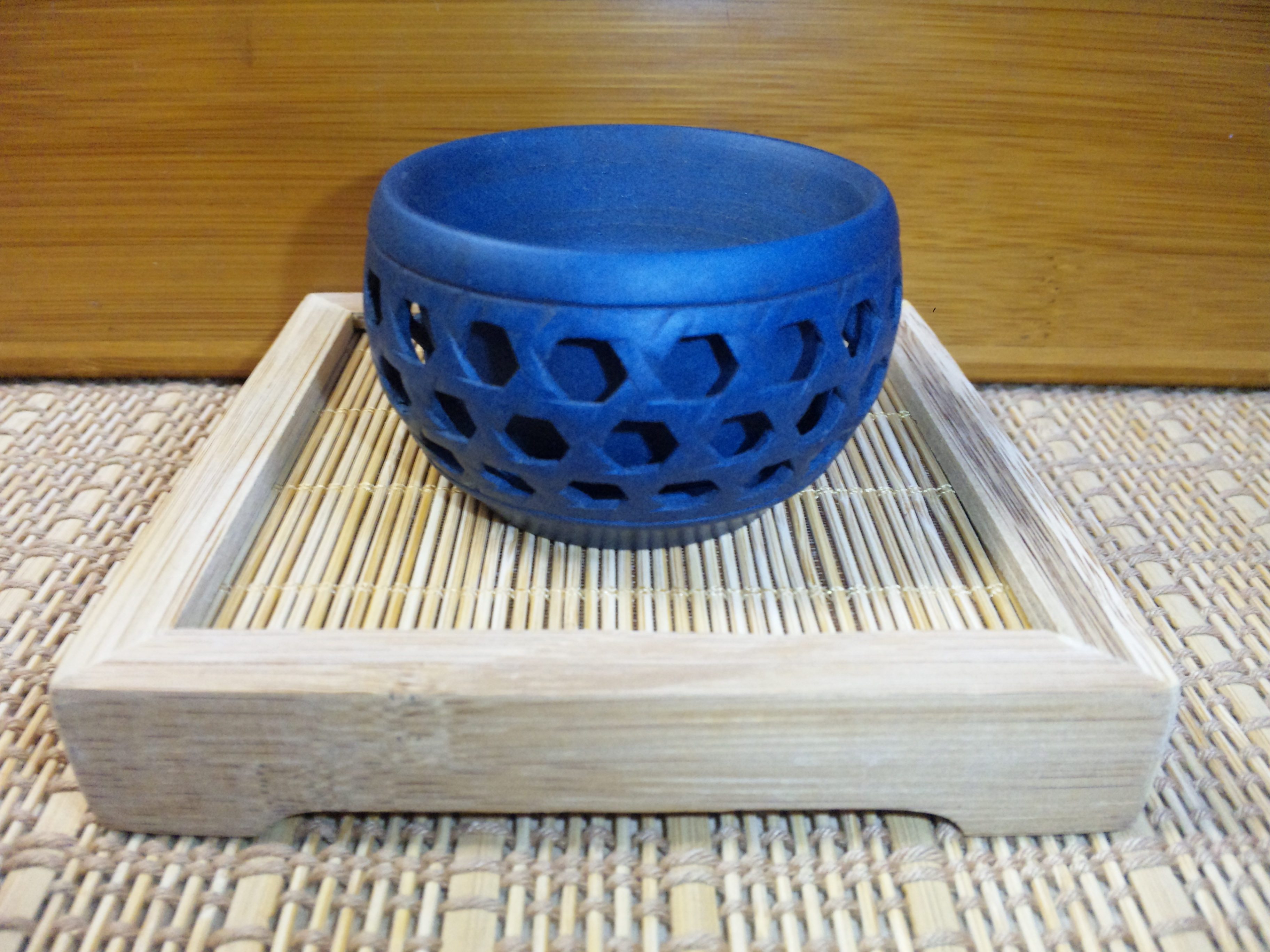
千鳥格子が施された二重構造になっている紫砂茶杯。

### 聞香杯
聞香杯（ウェンシアンペイ、もんこうはい）とは、茶の香りを楽しむための茶器である。煎れた茶を、一端聞香杯に注ぎ、聞香杯から茶杯に茶を移した後、聞香杯に残された茶の香りを楽しむ。単一で販売されることはあまりなく、茶杯と対となっている場合がほとんどである。茶杯と聞香杯の組み合わせを対杯と呼ぶ。
使用されている材質には、磁器、陶器がある。
台湾式の工夫茶で使用される。

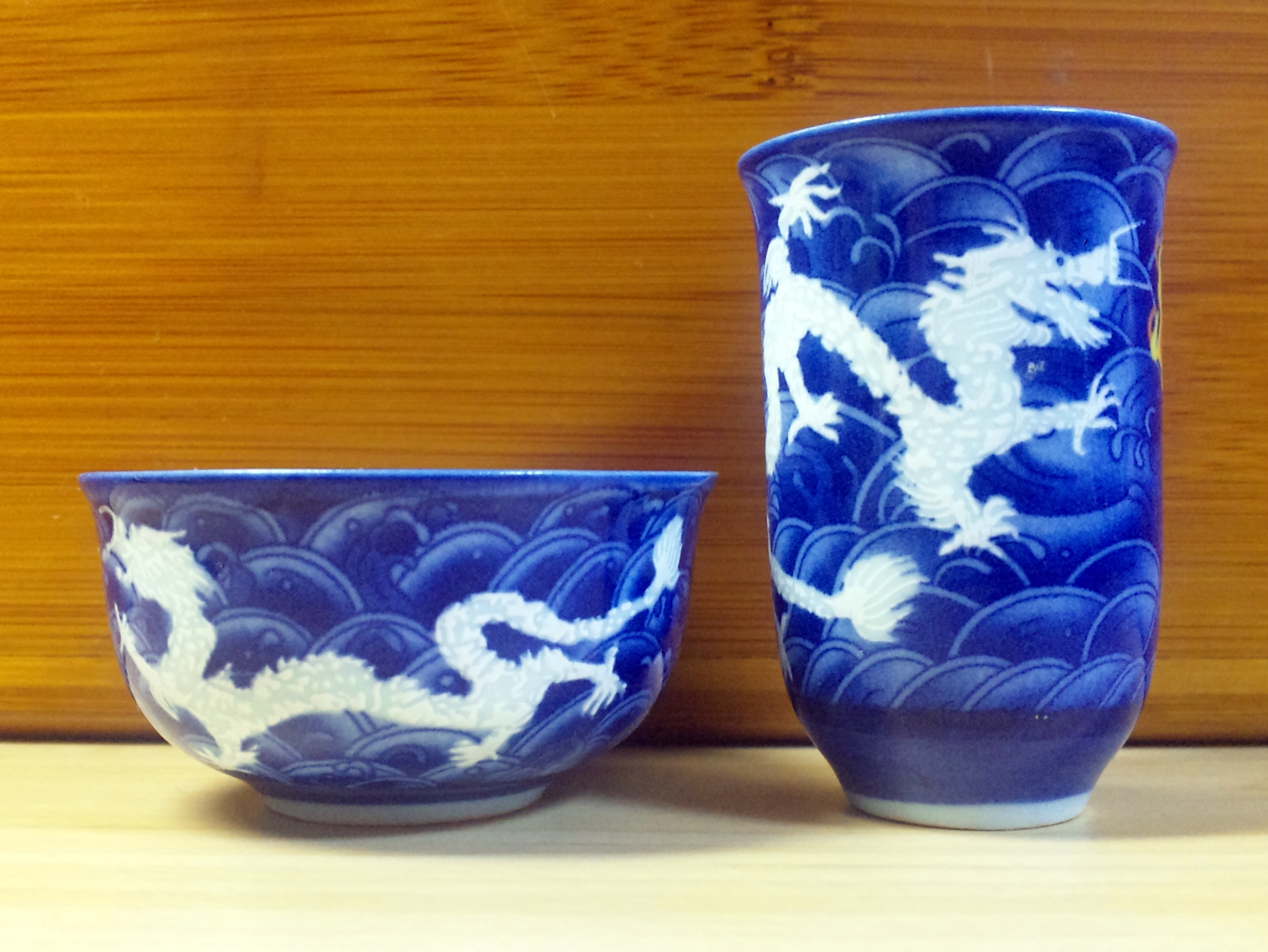
龍が描かれている茶杯と聞香杯
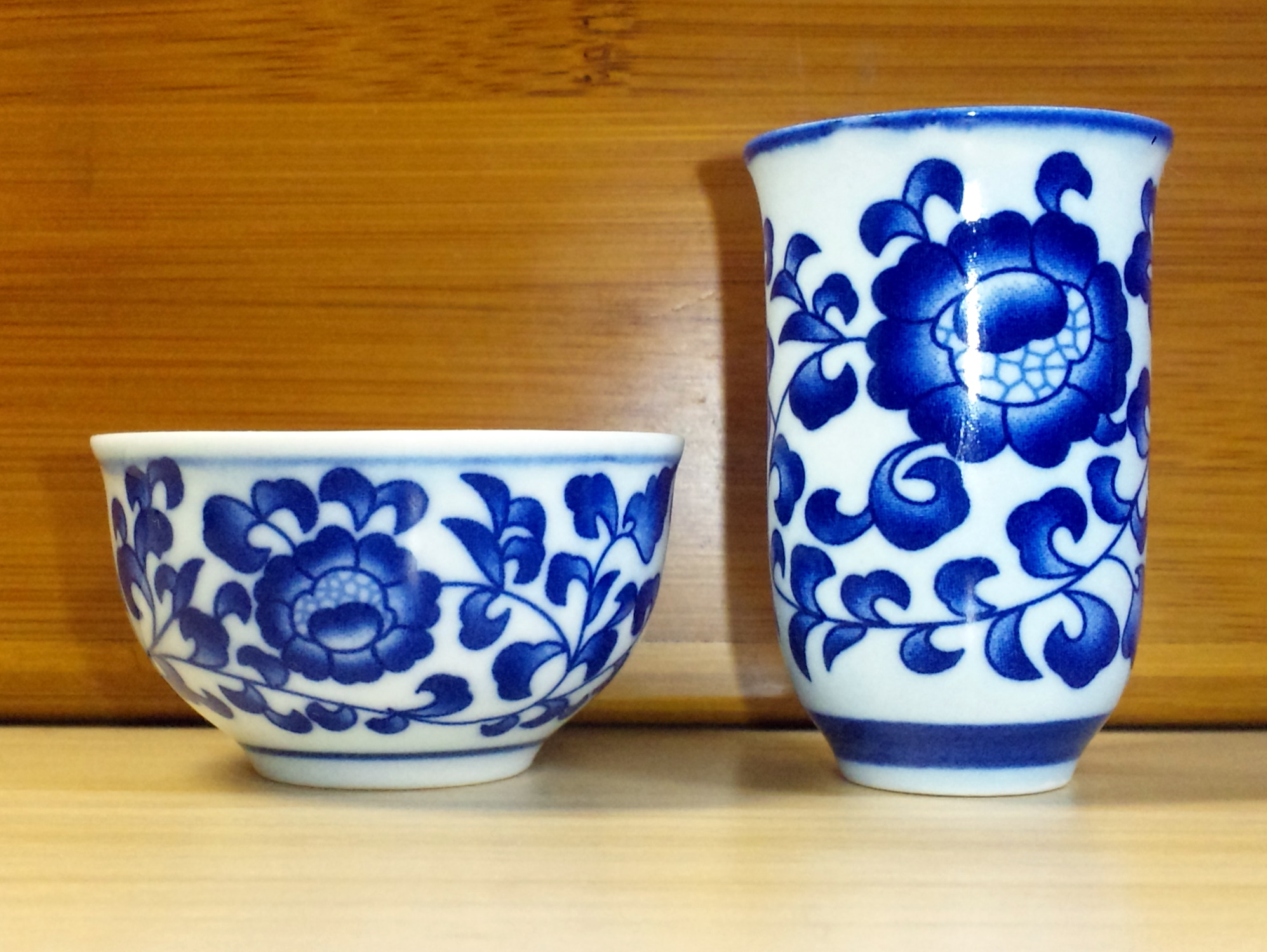
牡丹が描かれている茶杯と聞香杯

## その他の茶具
中国茶をさらに楽しむために、数多くの茶具が発明されている。茶壺のメンテナンスを行うものや、茶葉を取り扱うためのものなど様々である。

### 茶罐、茶筒
茶罐、茶缶（ちゃかん）、茶筒（ちゃづつ）とは、茶葉を保存しておく容器のことである。金属製のものが主流ではあるが、磁器、陶器などで作られたものもある。特に紫砂泥で制作された茶缶は、陳茶の保存に適しているとされる。

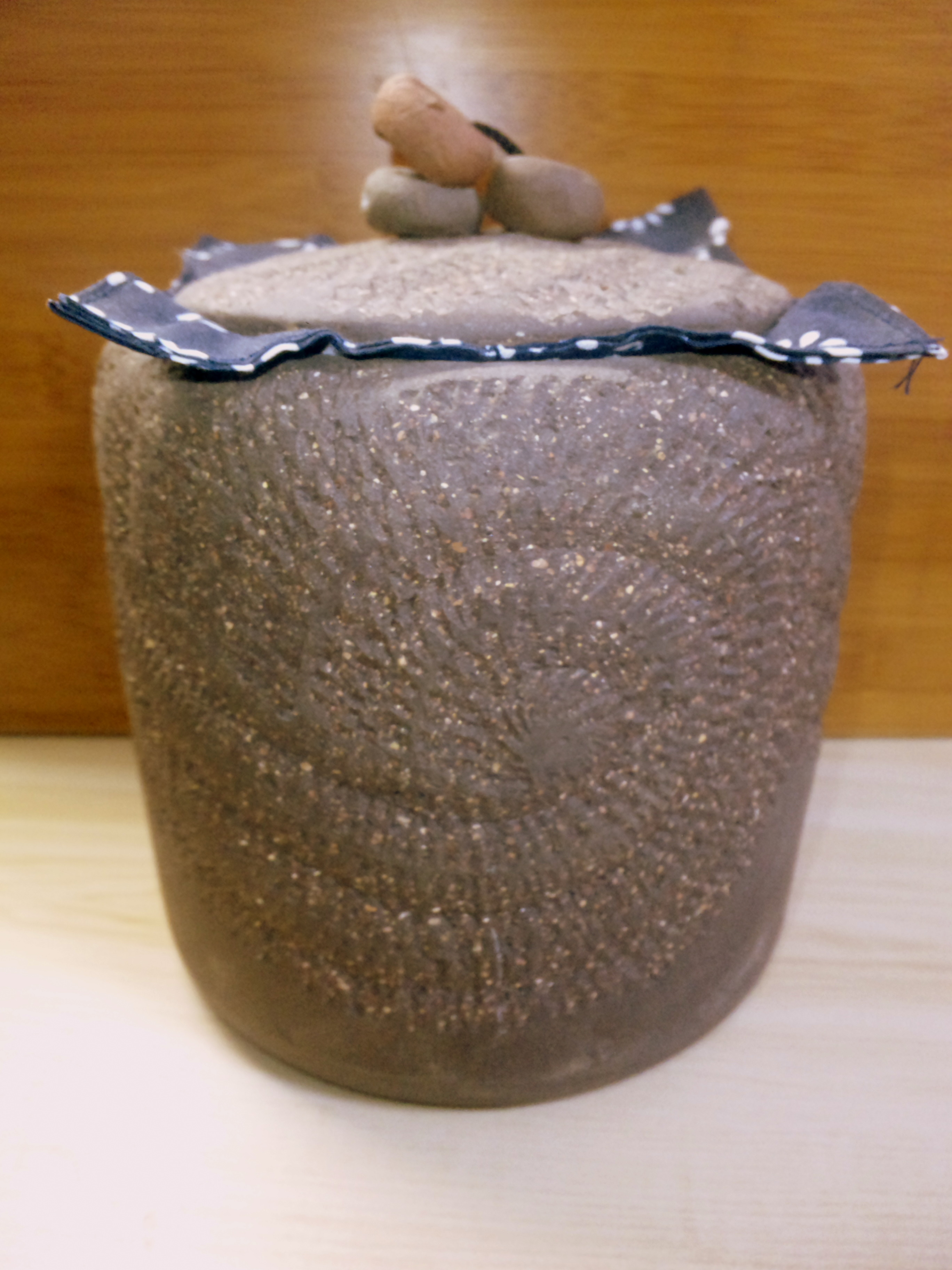
王亜琴作普洱茶保存壺

### 茶托
茶托（ちゃたく）は、蓋椀あるいは茶杯を置くものと、茶杯と聞香杯の2つを並べておくものの2種類ある。蓋椀や茶杯と対となっている茶托もある。(→茶托)

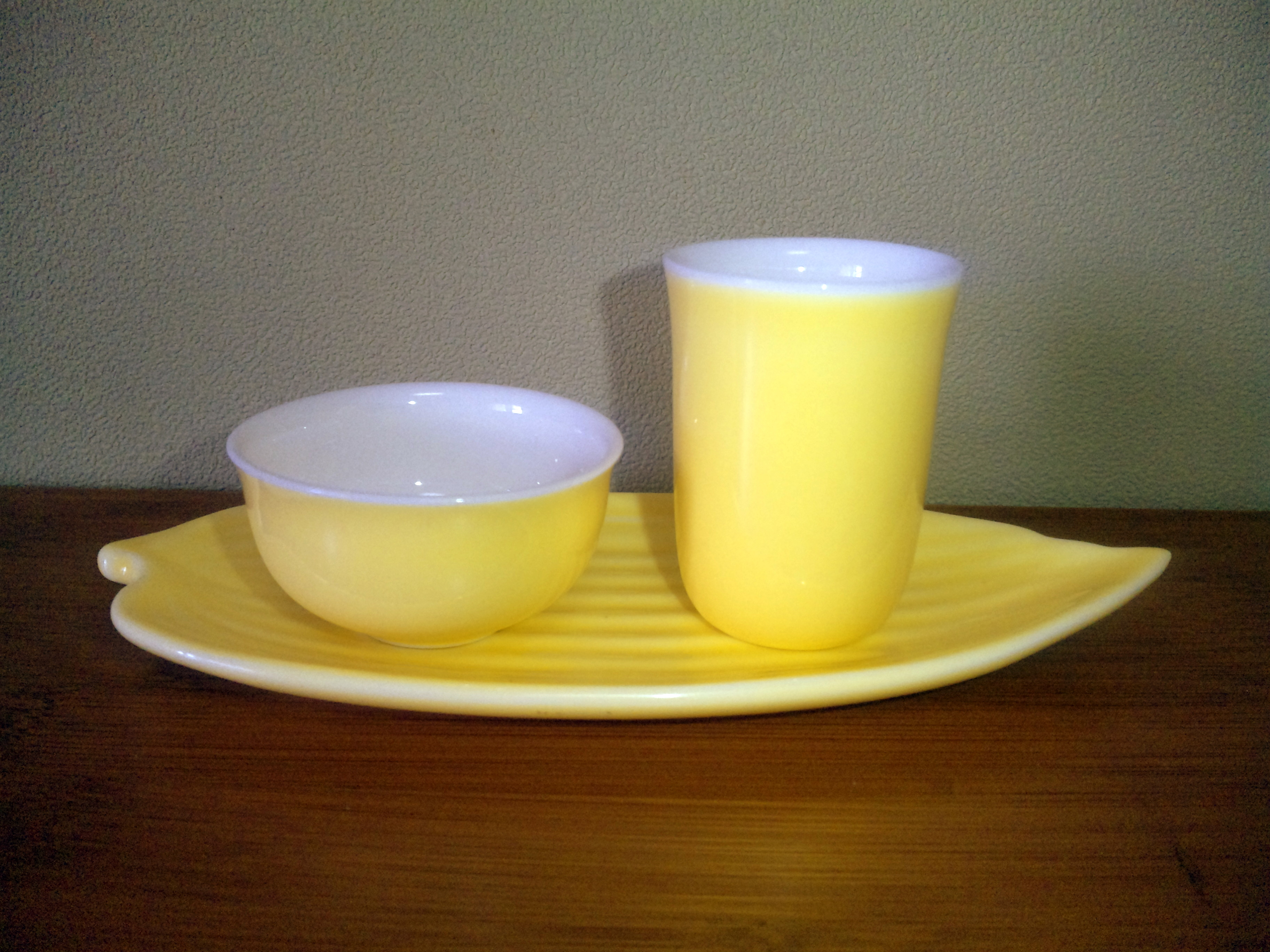
同じ釉薬で焼かれた茶杯、聞香杯、茶托。
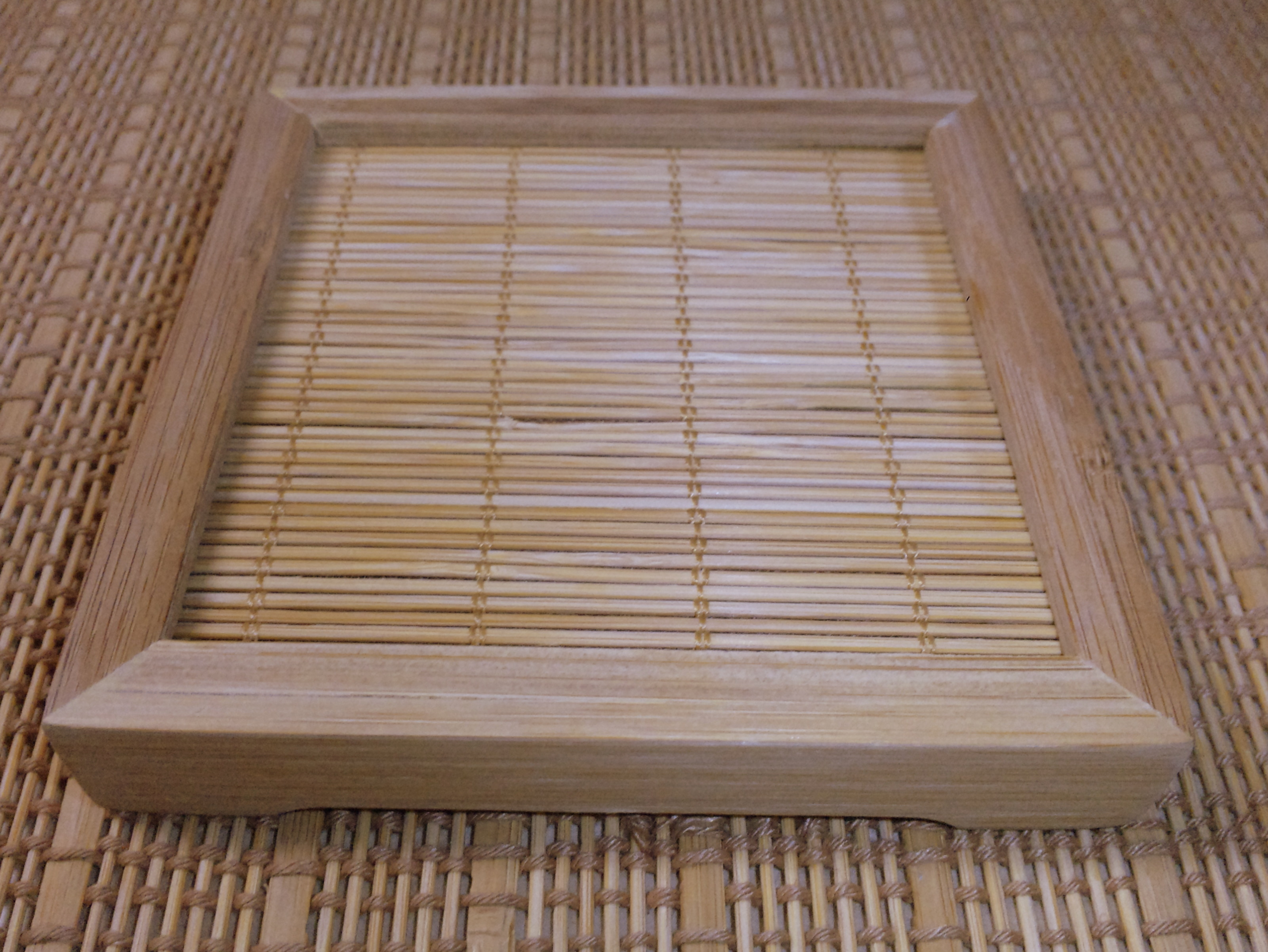
上部がすのこ状になっている茶托。大型の茶杯に適している。
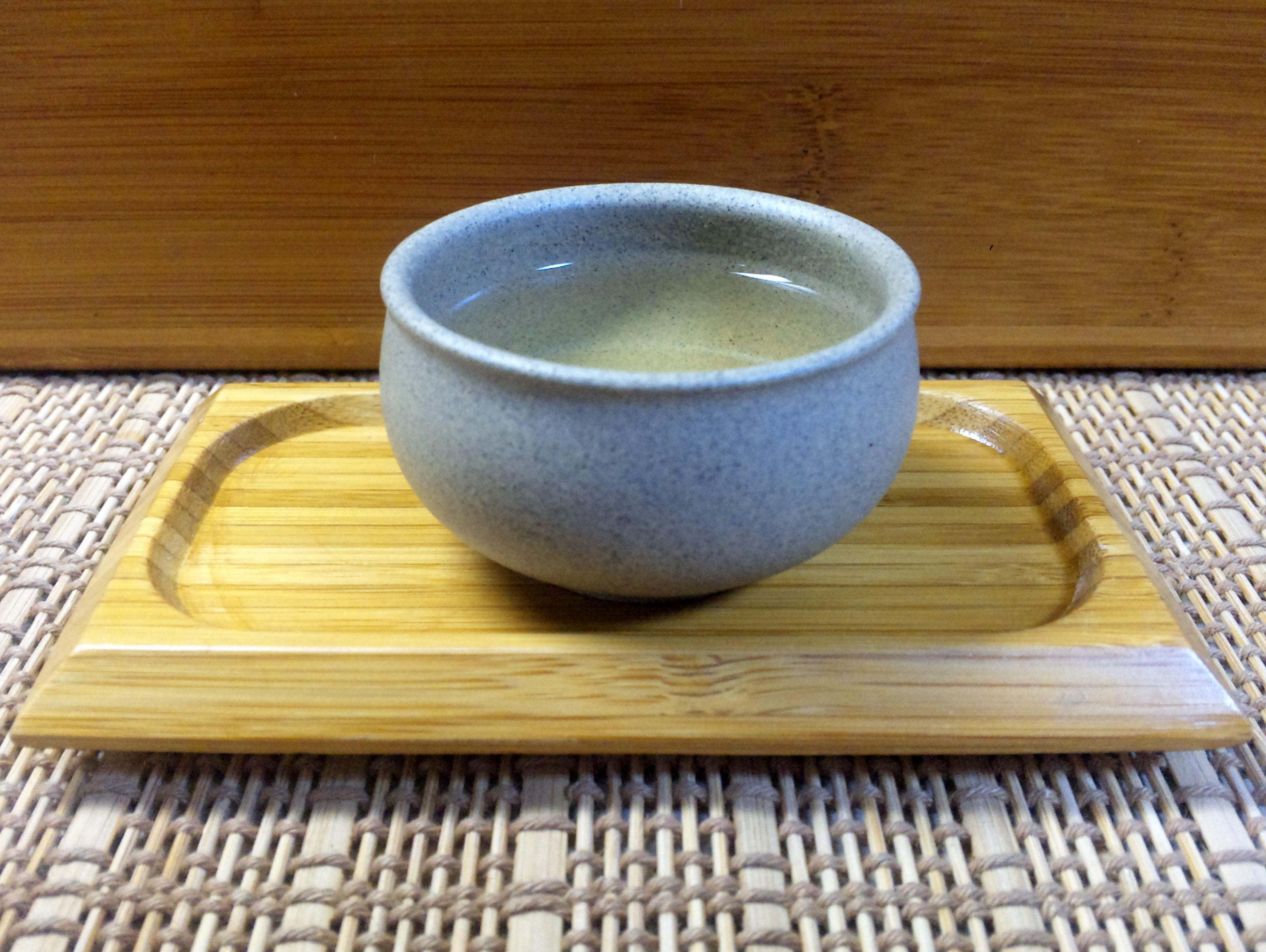
竹製の茶托と紫砂茶器の茶杯

### 茶船
茶船（チャーチュアン、ちゃせん）とは、茶壺や茶杯を暖めたり、余った湯を受け止めるための鉢状の器である。茶池とも呼ばれる。
南朝に使われていた瓷盞托（しさんたく）が由来で、唐より広まっていった。明代に船を模した形状のものが現れ、それが名称の由来となっている。。

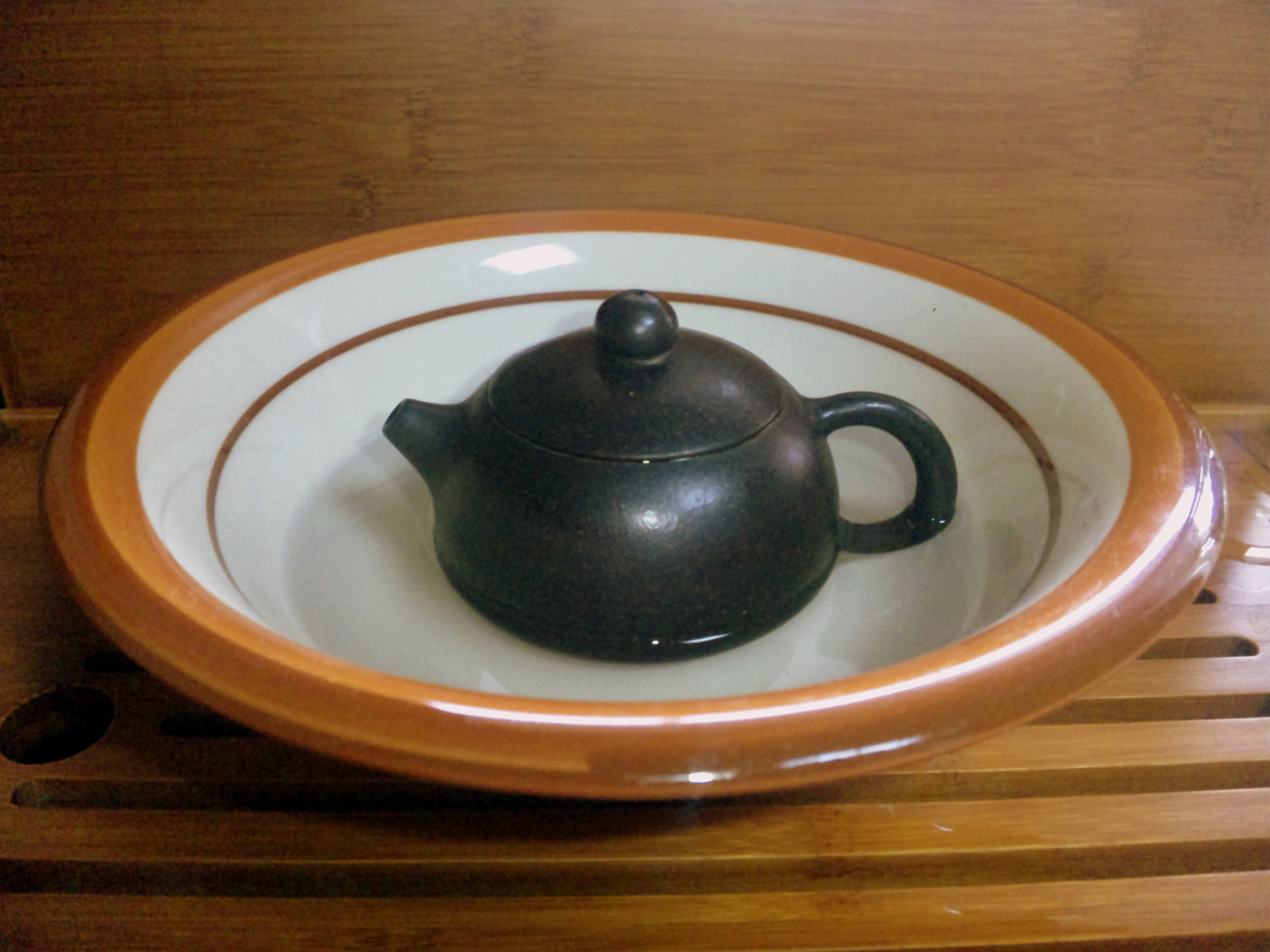
深皿を茶船の代用として使用

### 水盂
水盂（すいう）、茶缸（チャコウ）とは、湯や茶殻を捨てるための容器である。茶缸は卓上に置いて使用する。

### 茶盤

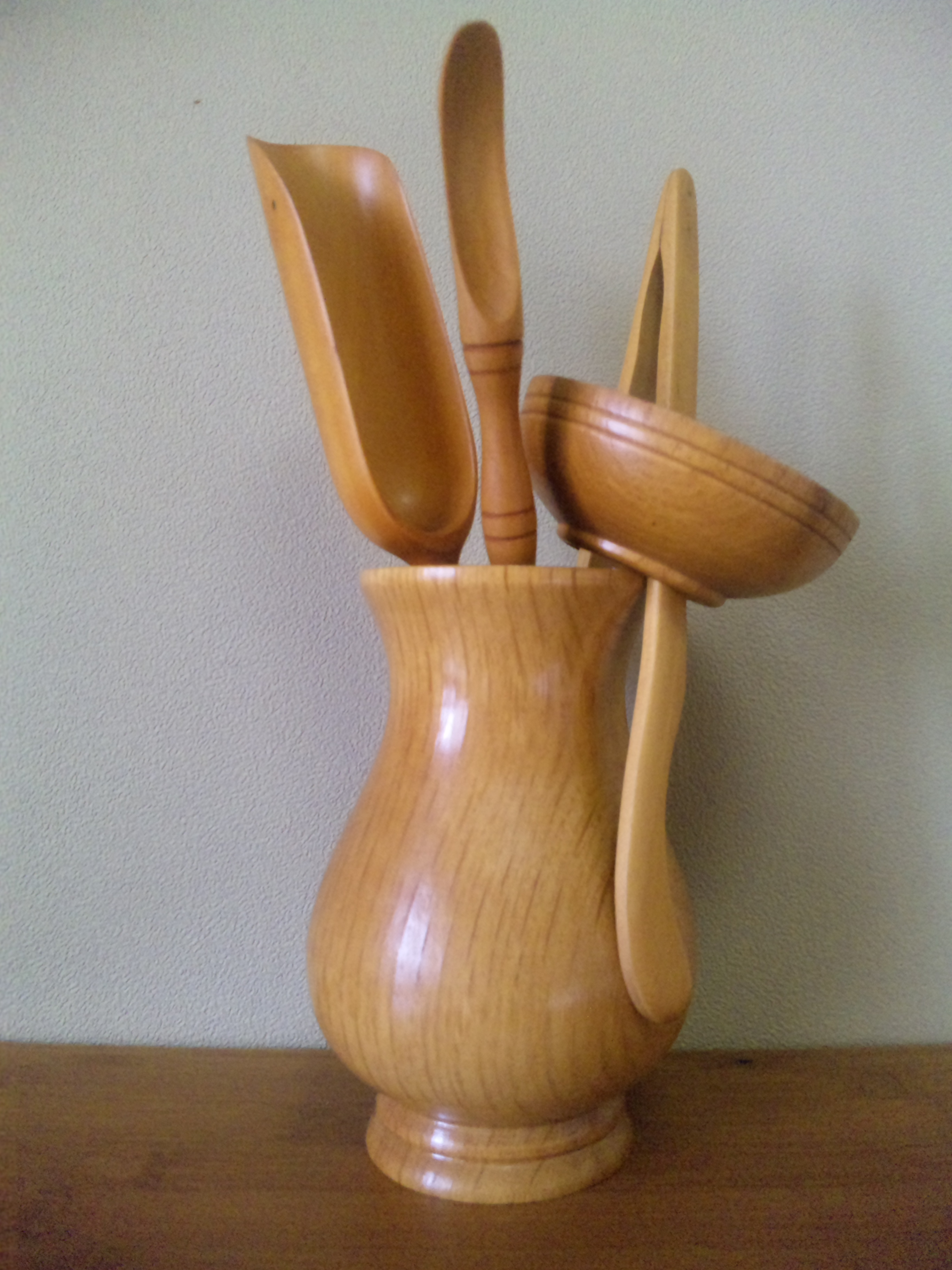
花梨製中国茶茶道全組

茶盤（チャーバン、ちゃばん）とは、茶壺や茶杯などに湯をかける際、こぼれた湯を受け止めるための箱である。茶船と水孟の役割を果たすことができる。茶盤の上に茶船を置いて使用する場合もある
上部がすのこ状になっており、廃棄する湯が箱の中に溜まるようになっている。
特に竹製のものが高級とされる。その他、陶器や木製、プラスチック製のものがある。
大型のものは、茶器を保管したり、持ち運びするときにも使用する。

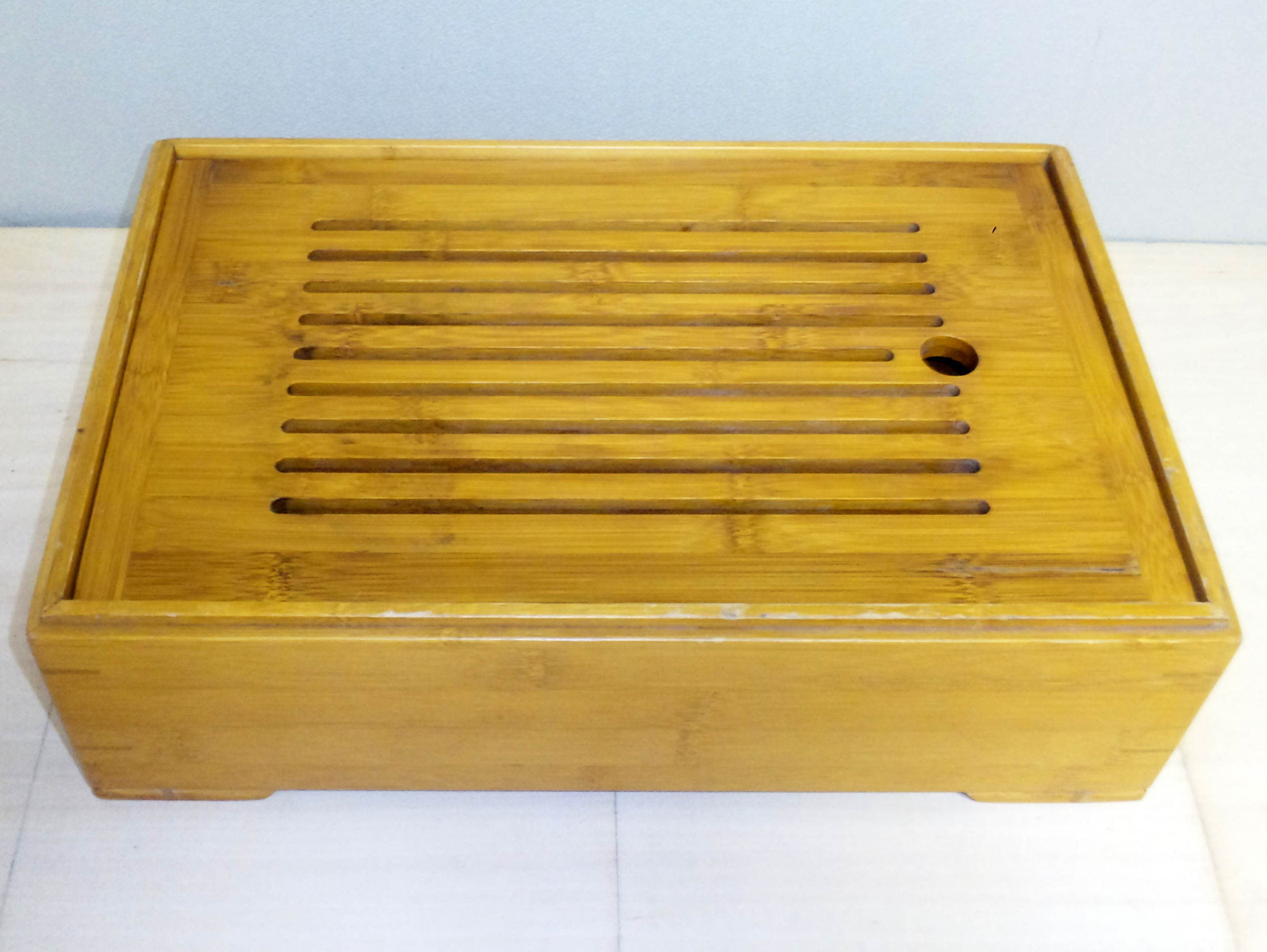
竹製の茶盤。茶盤としては大型の部類である。
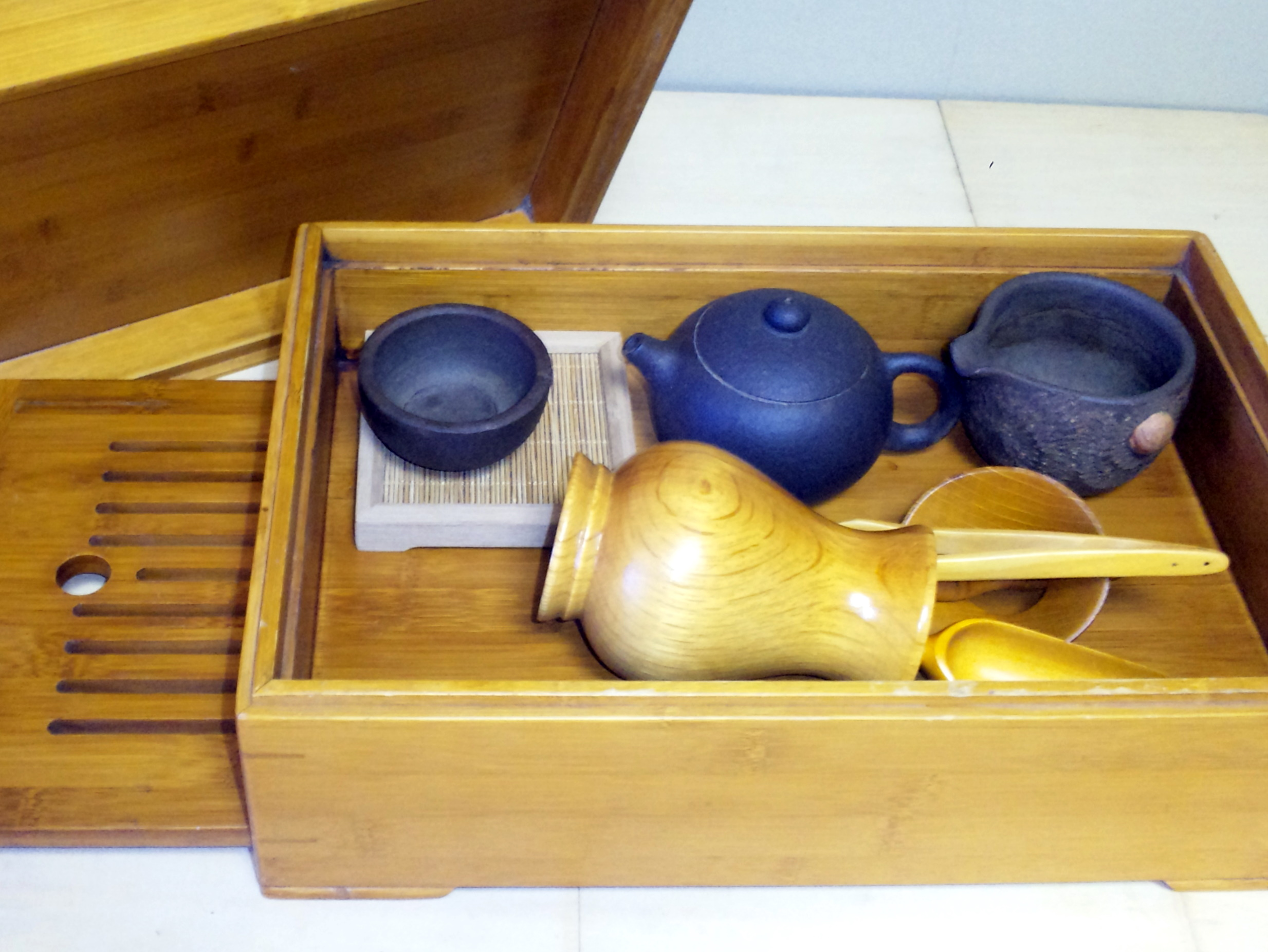
大型の茶盤は、茶器を収納して保管することもできる。
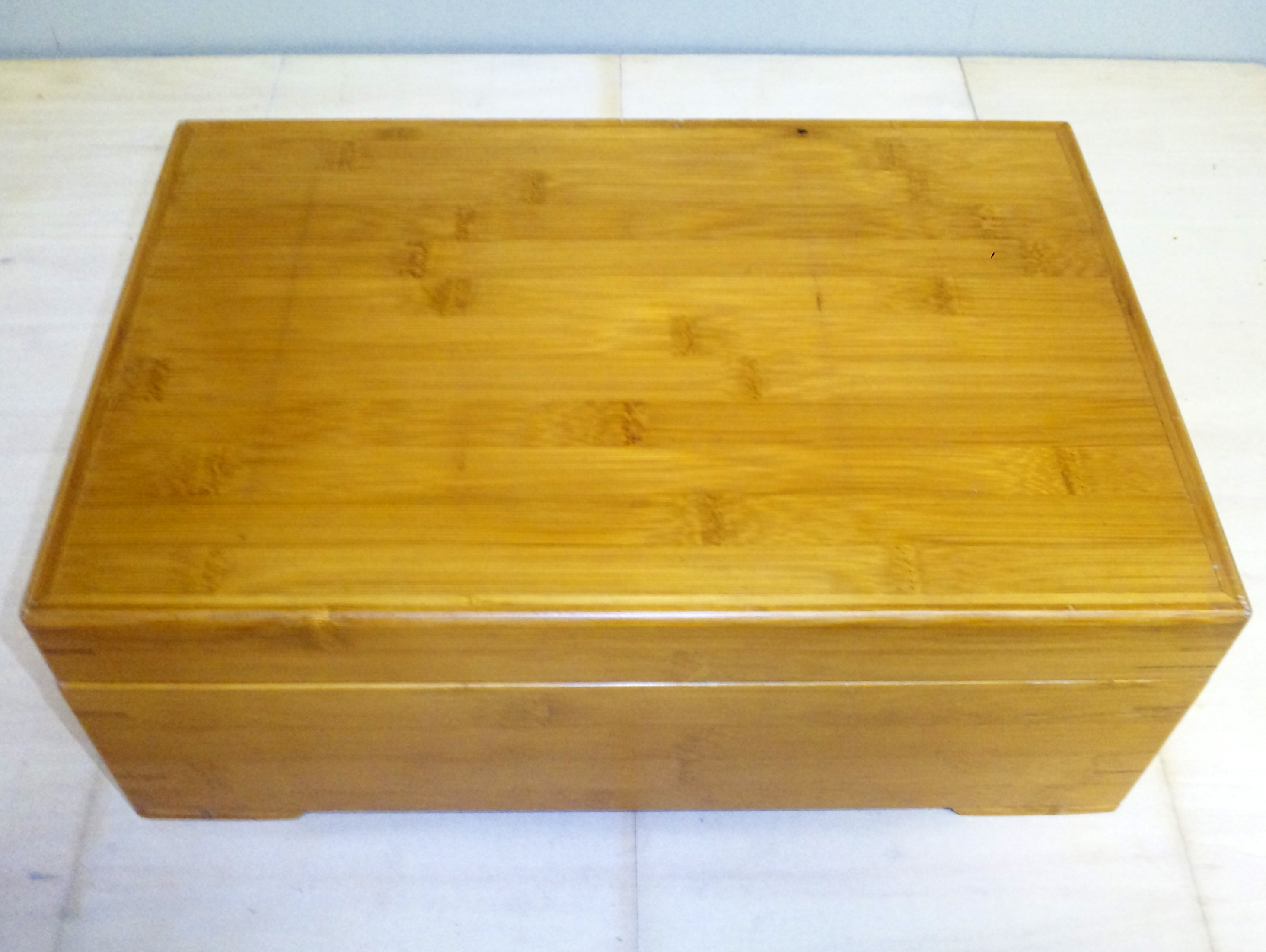
茶器を収納した茶盤。

### 茶漏
茶漏（ちゃろう）とは、茶葉を茶壺に投入する際、茶葉を入れやすくするための漏斗である。

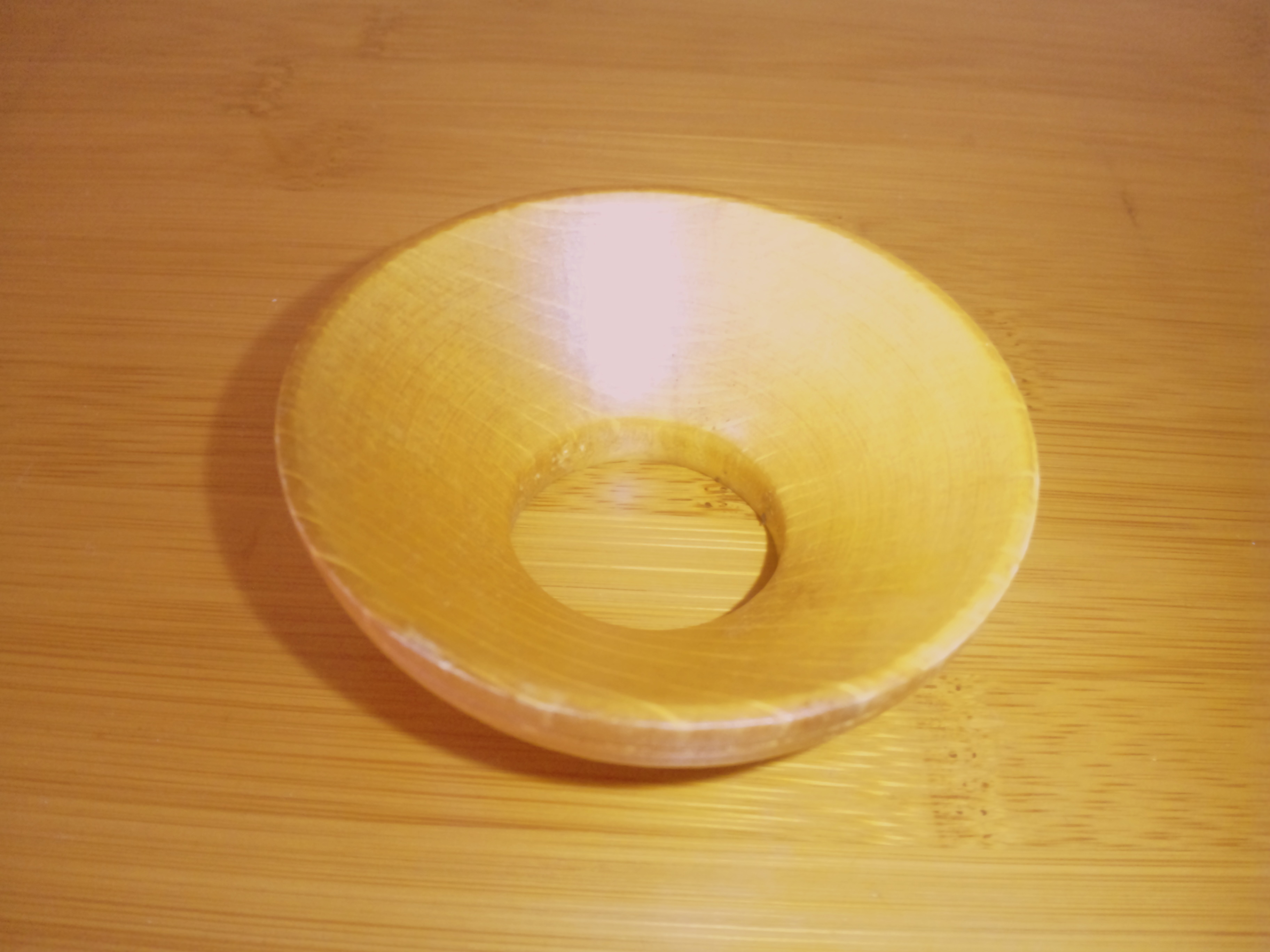
茶漏
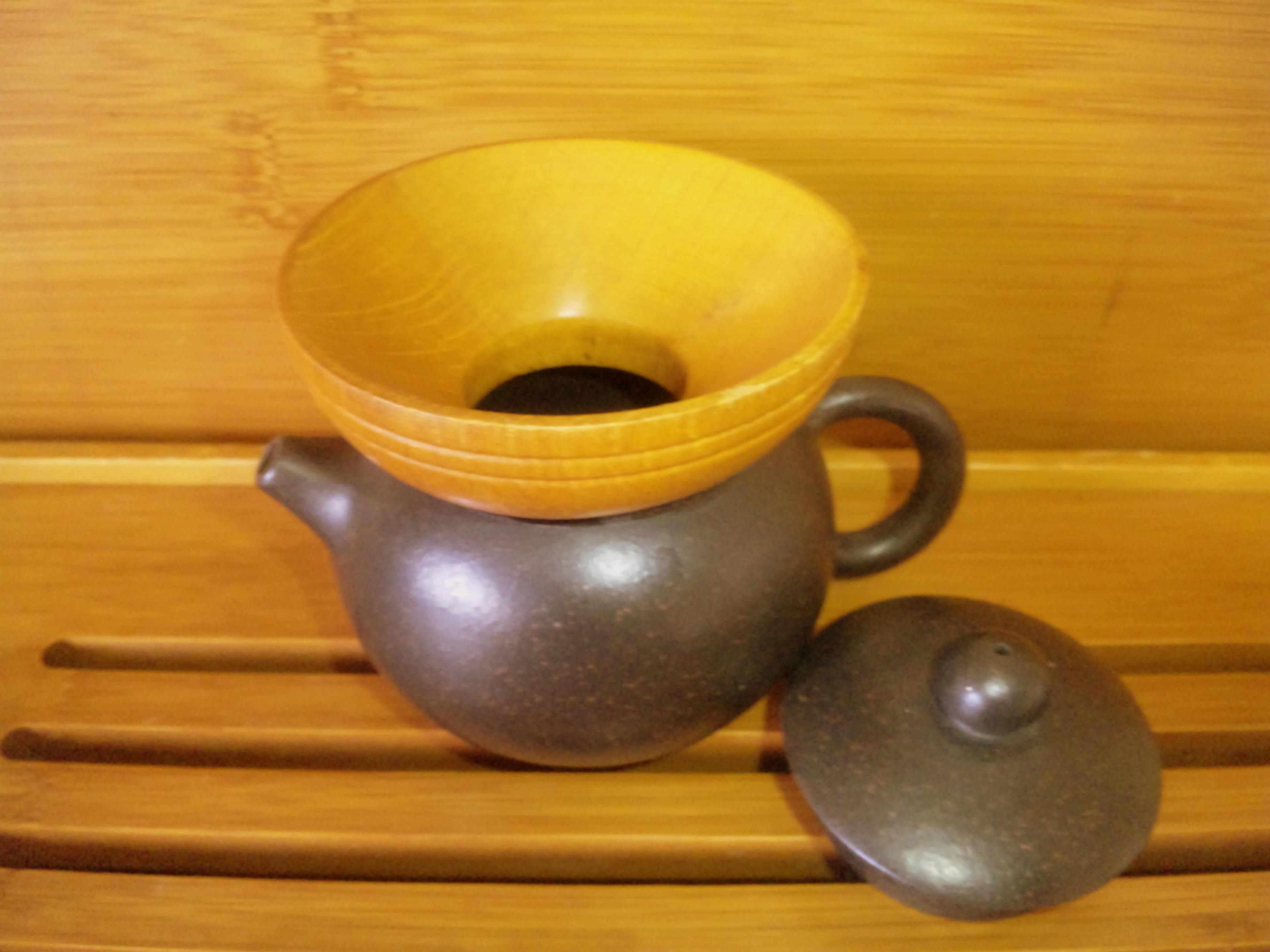
茶漏を使用する様子

### 茶挟
茶挟（ちゃぎょう）とは、熱湯で温められた茶器や工芸茶を挟むなど、対象を扱う際に素手で触れることを避けるために用いる、ピンセット状の道具である。

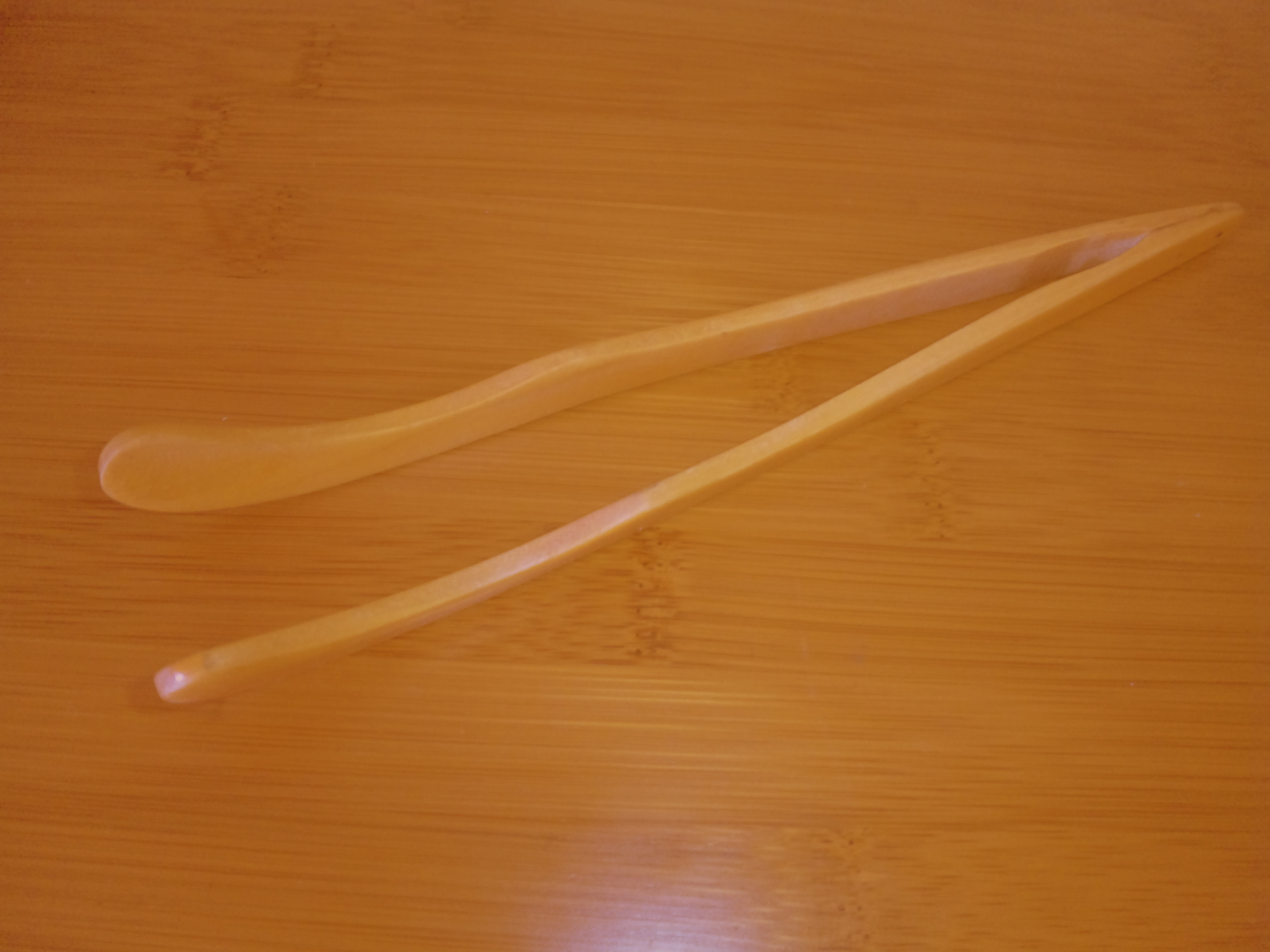
茶挟

### 茶則
茶則（チャーザー、ちゃそく）とは、茶葉を手で触れずに茶缶から茶壺に移し替える道具である。また、茶荷と同じく、茶葉の形状を鑑賞するためにも用いられる。

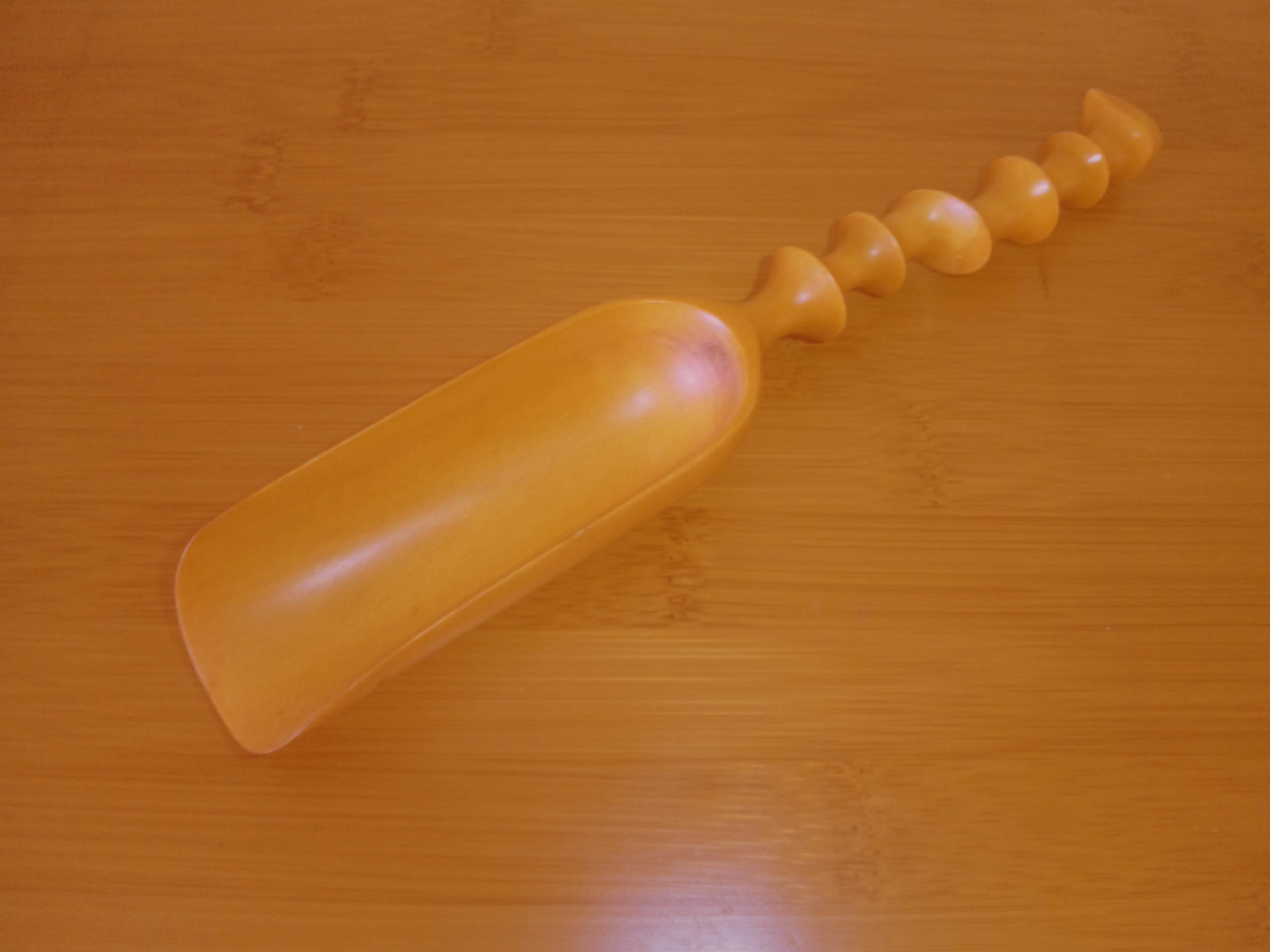
茶則
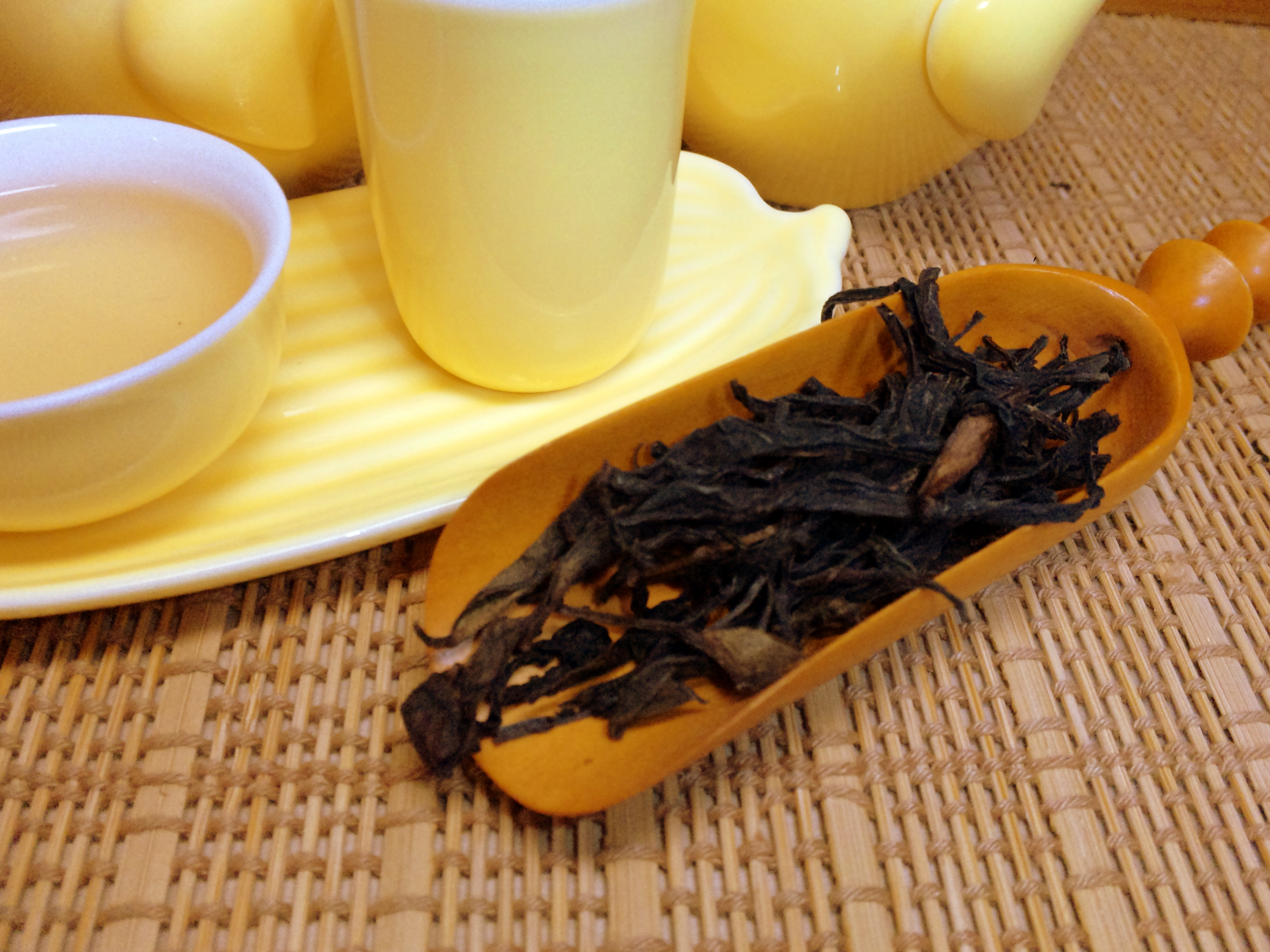
茶荷として利用。茶葉を鑑賞しつつ茶を楽しむ。茶葉は鳳凰単欉。

### 茶杓・茶通
茶杓（チャーシャオ、ちゃしゃく）とは、茶荷や茶則から茶葉を移すためのさじ状の道具である。
茶通（チャートン、ちゃつう）とは、茶壷の注ぎ口に詰まった茶葉を取り除いたり、茶葉を注いだ茶壺や蓋椀の上部に浮かぶ泡を取り除いたりするために使用する道具である。
茶杓と茶通は、ひとつの道具としてまとめられている場合が多い。

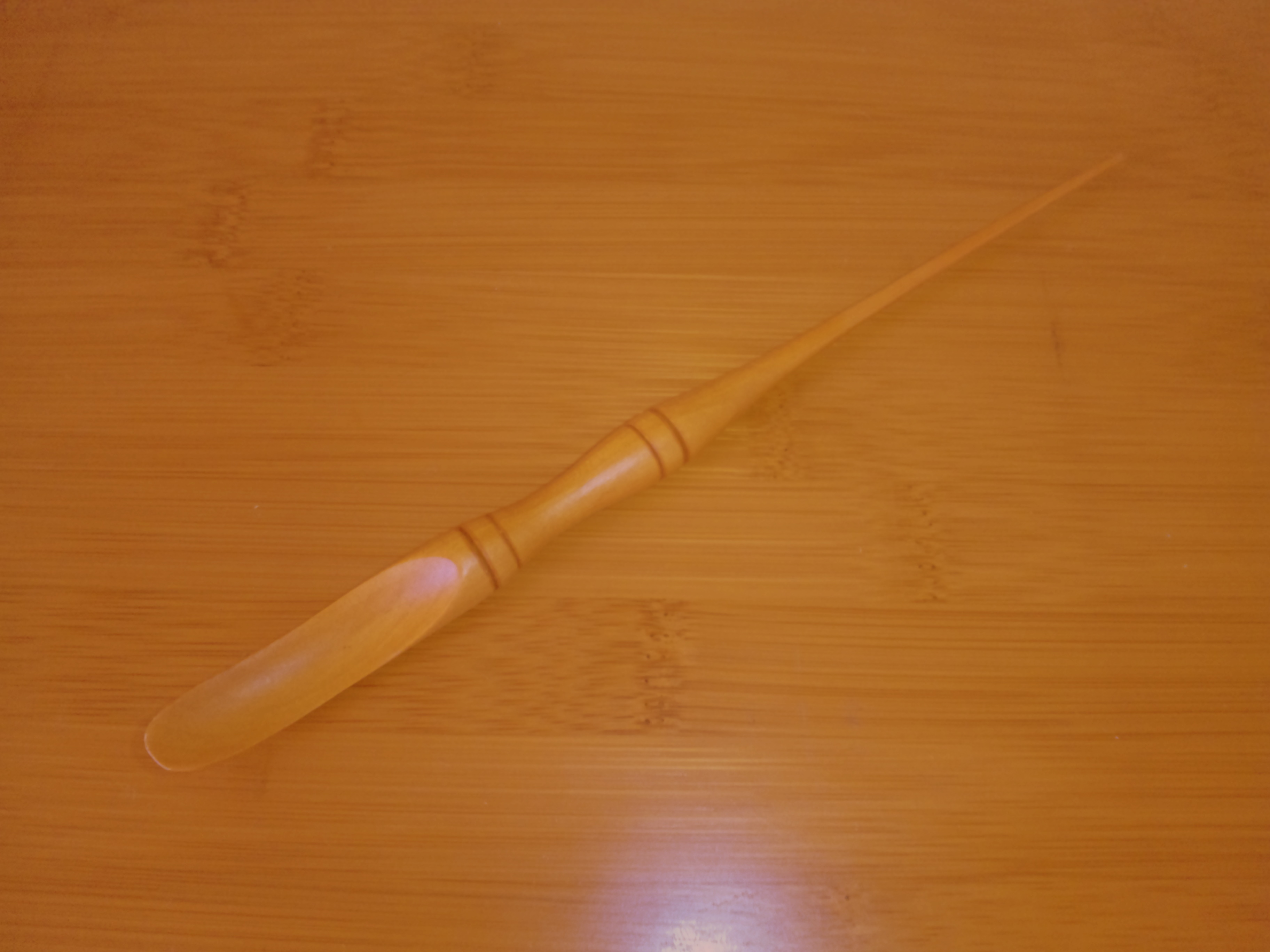
茶杓、茶通

### 茶荷
茶荷（ちゃか）とは、茶葉を茶壺や蓋椀に投入する前に、茶缶などから茶葉を移し替え、茶葉を鑑賞したり取り分けたりするための道具である。

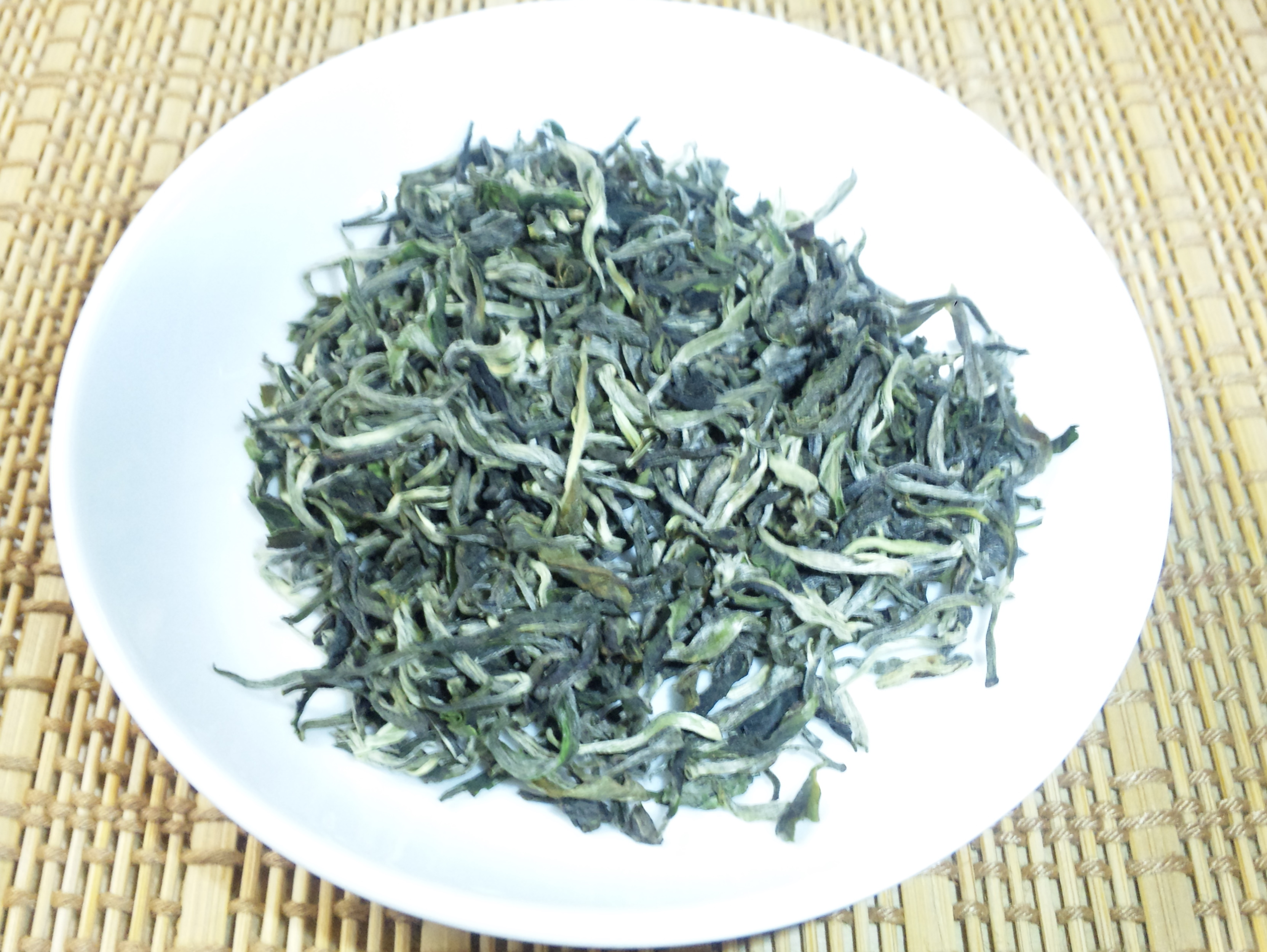
茶荷の代用に白い小皿を使用。茶葉は普洱茶の生茶・散茶。

### 茶巾
茶巾とは、茶具、特に紫砂茶器を手入れする際に使用する布巾のことである。紫砂茶器は、使い込むと光沢が増し、その価値があがる。その茶器を、使用した後に磨くためのものである。茶道で使われる茶巾を真似たものである。

### その他
茶壺などから注がれる茶の中に含まれる細かな茶葉を取り除くための茶漉しや、専用の茶漉しを用いて茶を抽出することができるマグカップなど、様々な茶具がある。

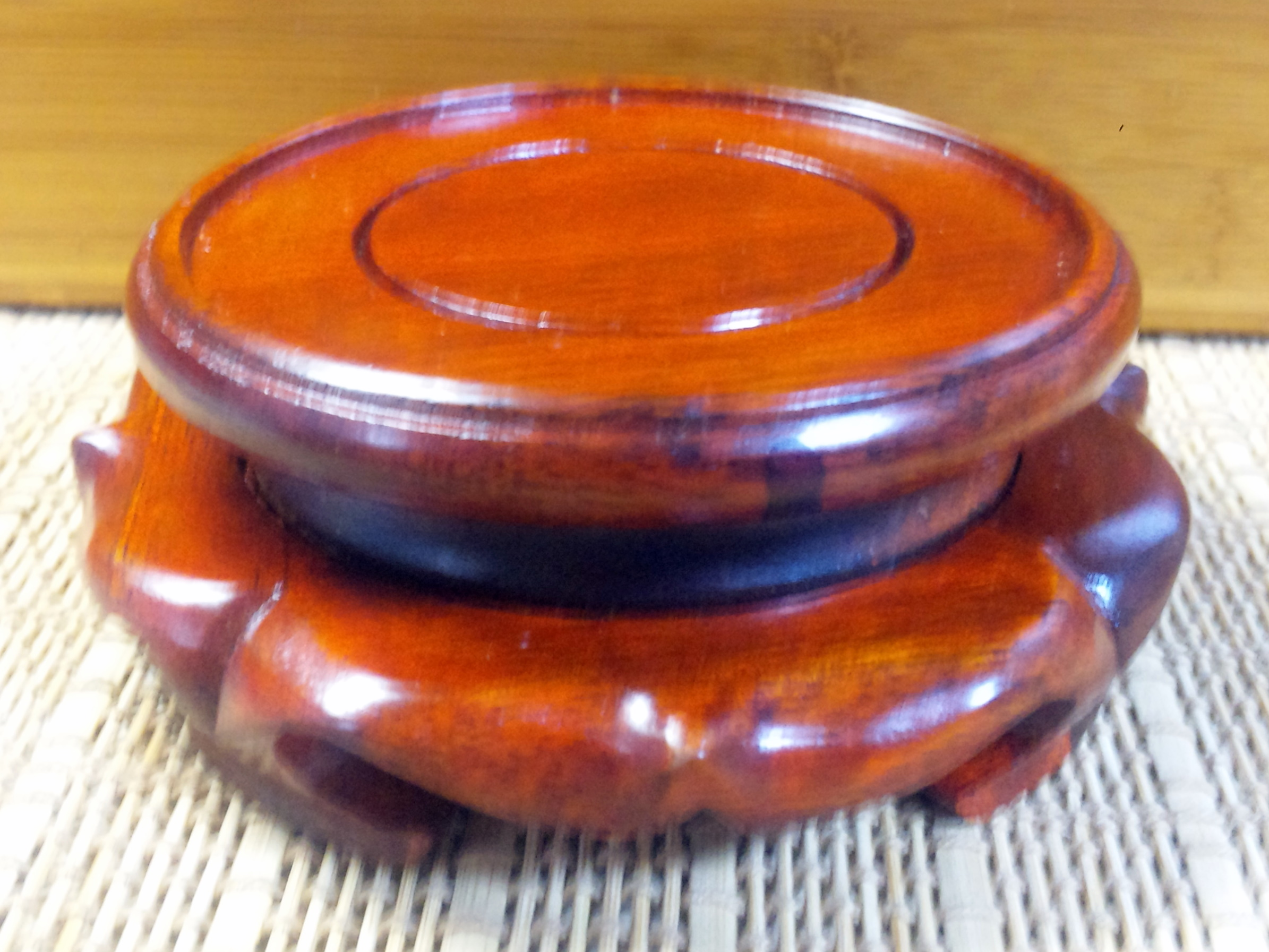
茶壺を載せて鑑賞するための壺座
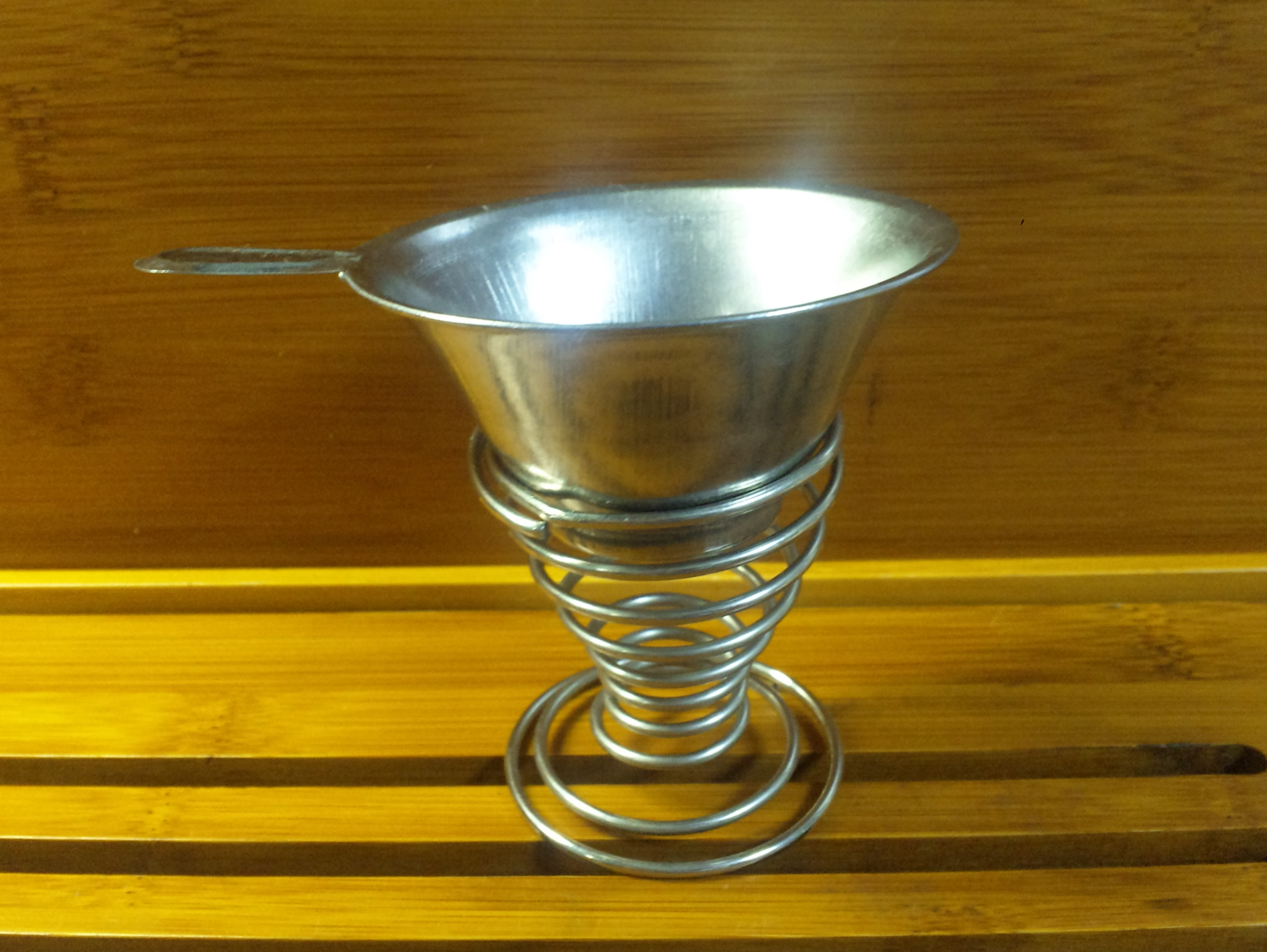
ステンレス製の茶漉しと茶漉し台
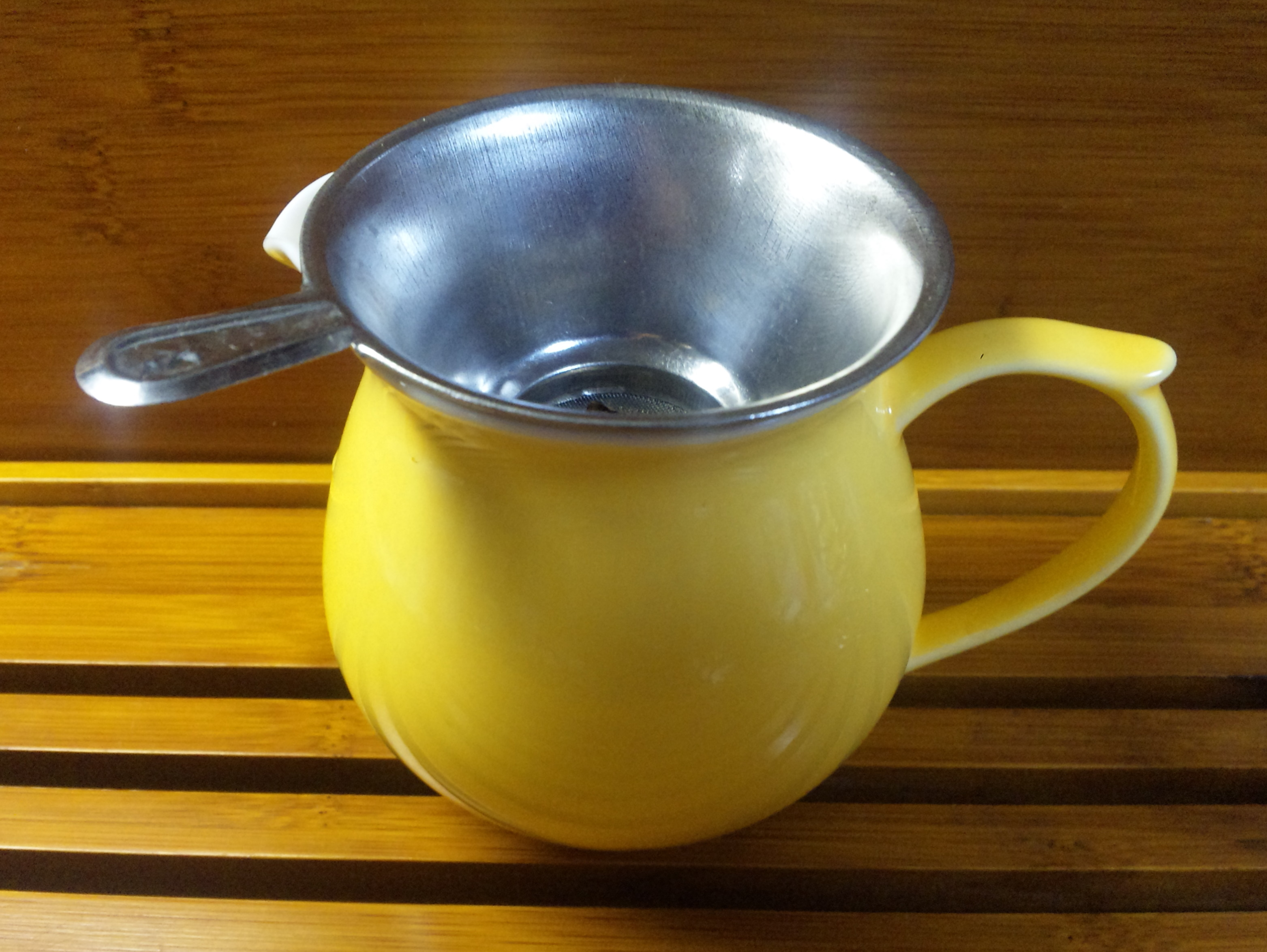
茶漉しを茶海にセットした様子
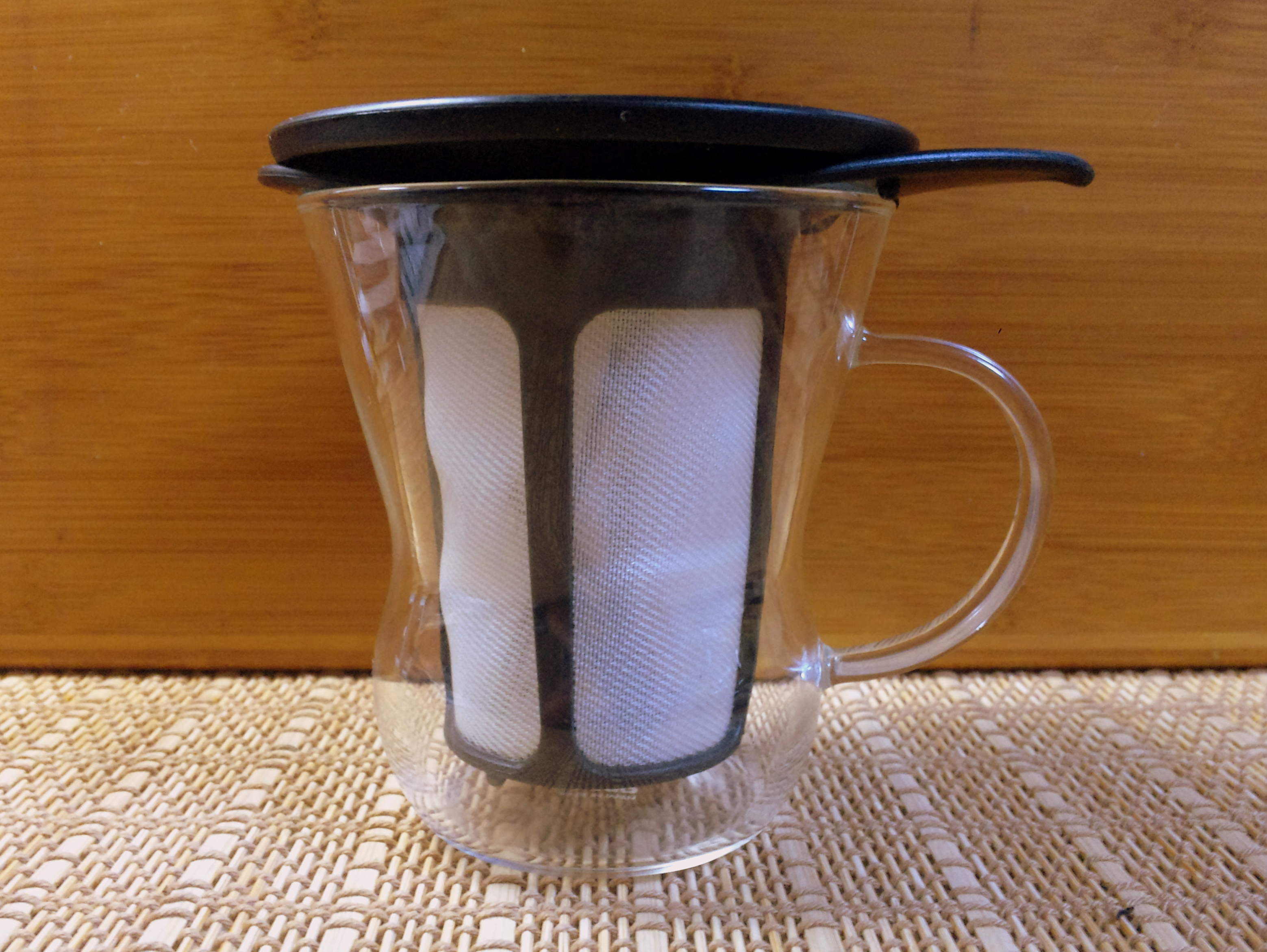
ハリオグラス製茶漉しつきマグカップ
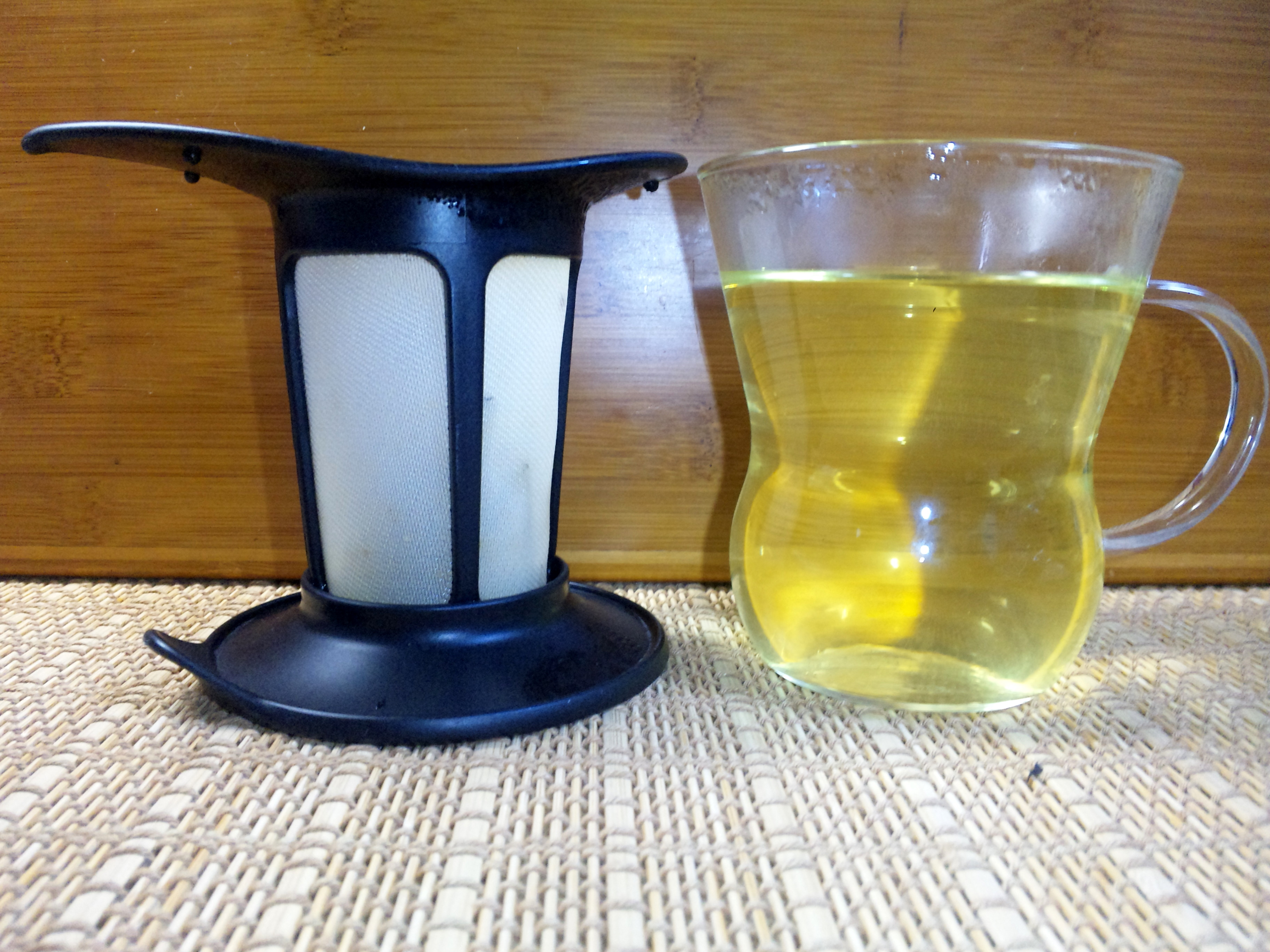
茶漉しつきマグカップの蓋は茶漉しの台として使用できる